# Žabníkotvaré
Žabníkotvaré (Alismatales) je řád jednoděložných rostlin. Řád představuje jednu z bazálních vývojových větví jednoděložných rostlin. Pochází pravděpodobně z období rané křídy, nejstarší dochované fosílie jsou datovány do svrchní křídy. Zahrnuje recentně celkem 14 čeledí a asi 4600 druhů a je celosvětově rozšířen. Řada druhů je zastoupena i v české květeně. Největší čeledí jsou árónovité. Mezi zástupci řádu je mnoho vlhkomilných a vodních rostlin, také suchozemské rostliny, geofyty, epifyty i dřeviny (čeleď árónovité). Představuje jedinou skupinu krytosemenných rostlin, mezi nimiž nalezneme ponořeně rostoucí mořské rostliny.

## Charakteristika
S výjimkou bazální čeledi árónovité lze žabníkotvaré charakterizovat jako řád vlhkomilných, bahenních až vodních rostlin. Je to také jediná skupina krytosemenných rostlin, v níž lze nalézt ponořeně rostoucí mořské rostliny. Konkrétně se jedná o zástupce čeledí vochovité (Zosteraceae), posidoniovité (Posidoniaceae) a Cymodoceaceae, které jsou někdy označovány souhrnným názvem mořské trávy. Dále jsou zde zástupci rostoucí charakteristicky v brakických vodách, zejména z čeledí táhlicovité (Ruppiaceae), rdestovité (Potamogetonaceae) a voďankovité (Hydrocharitaceae).
Árónovité se co do životních forem řádu žabníkotvaré vymykají, neboť zahrnují mimo vlhkomilných a vodních druhů i četné suchozemské rostliny, včetně geofytů obývajících suché oblasti, a rovněž epifyty, liány a dřeviny. Lze však mezi nimi najít i volně plovoucí sladkovodní rostliny (babelka a celá podčeleď okřehkové).
Řád je kosmopolitně rozšířen, a to od tropických oblastí až za polární kruh. V české květeně jsou zastoupeny čeledi
árónovité (Araceae), rdestovité (Potamogetonaceae), žabníkovité (Alismataceae), bařičkovité (Juncaginaceae), blatnicovité (Scheuchzeriaceae), kohátkovité, (Tofieldiaceae), šmelovité (Butomaceae) a voďankovité (Hydrocharitaceae).

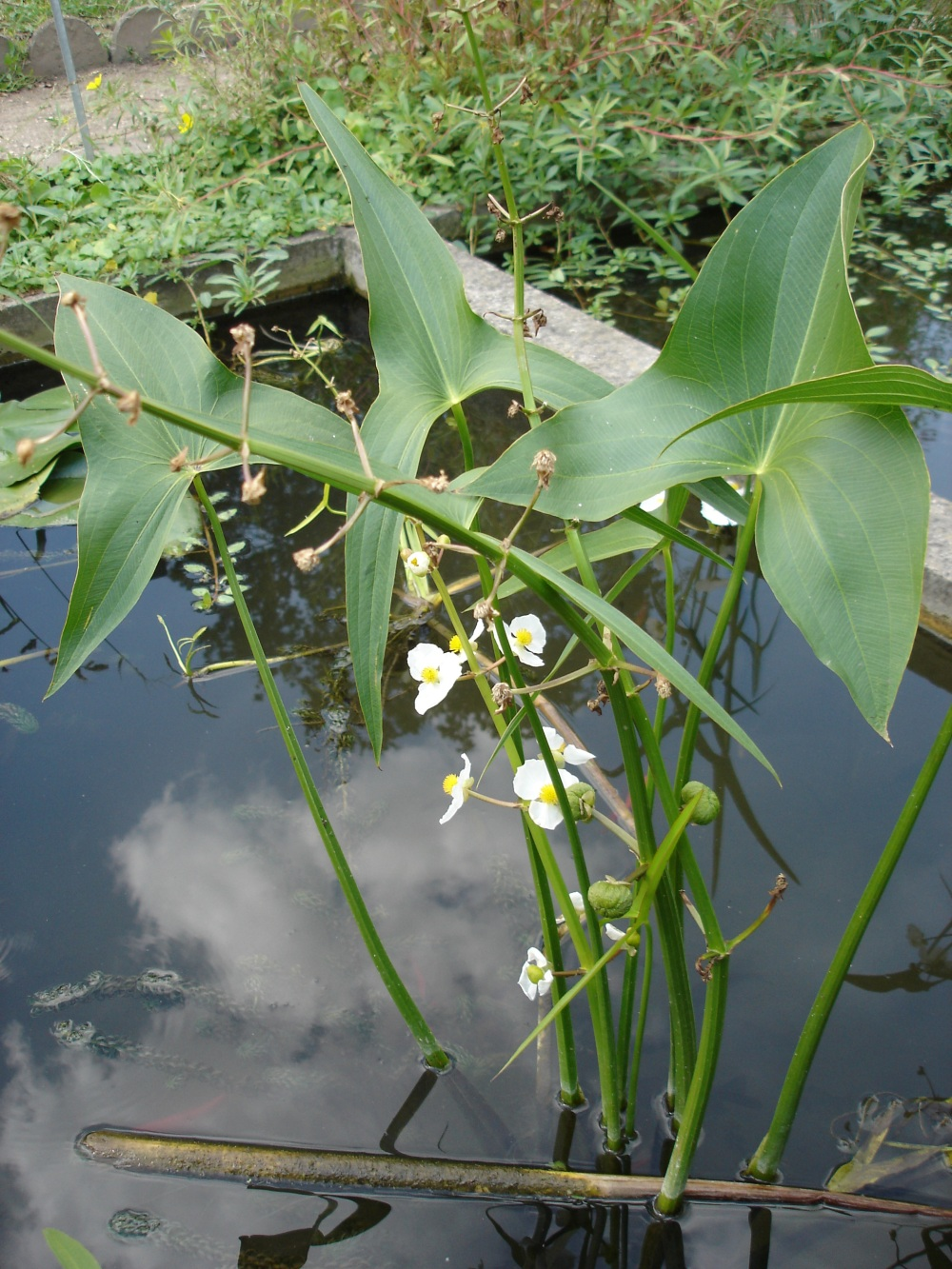
Šípatka Sagittaria latifolia z čeledi žabníkovité
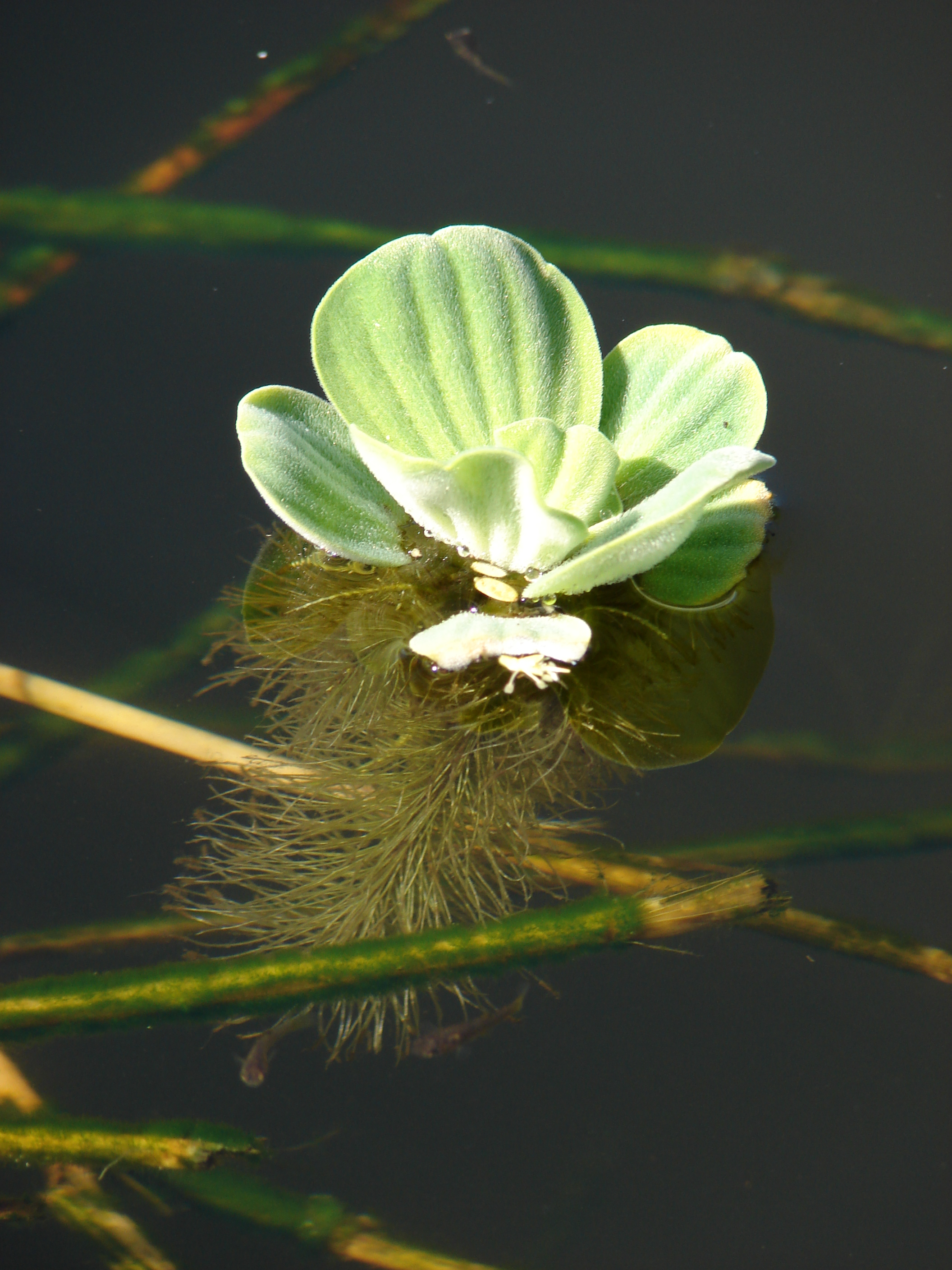
Vodní vzplývavá bylina babelka řezanovitá (čeleď árónovité)
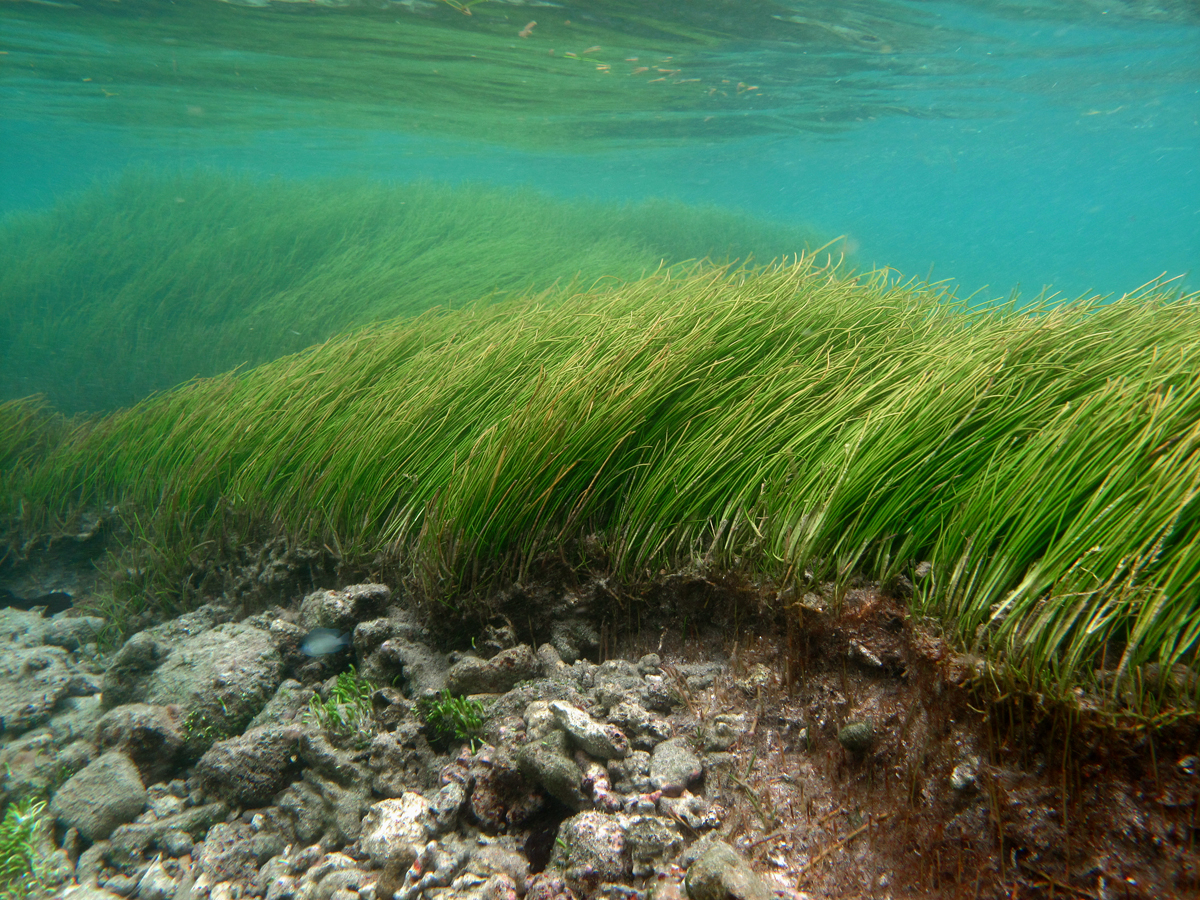
Mořská bylina Syringodium isoetifolium (čeleď Cymodoceaceae)
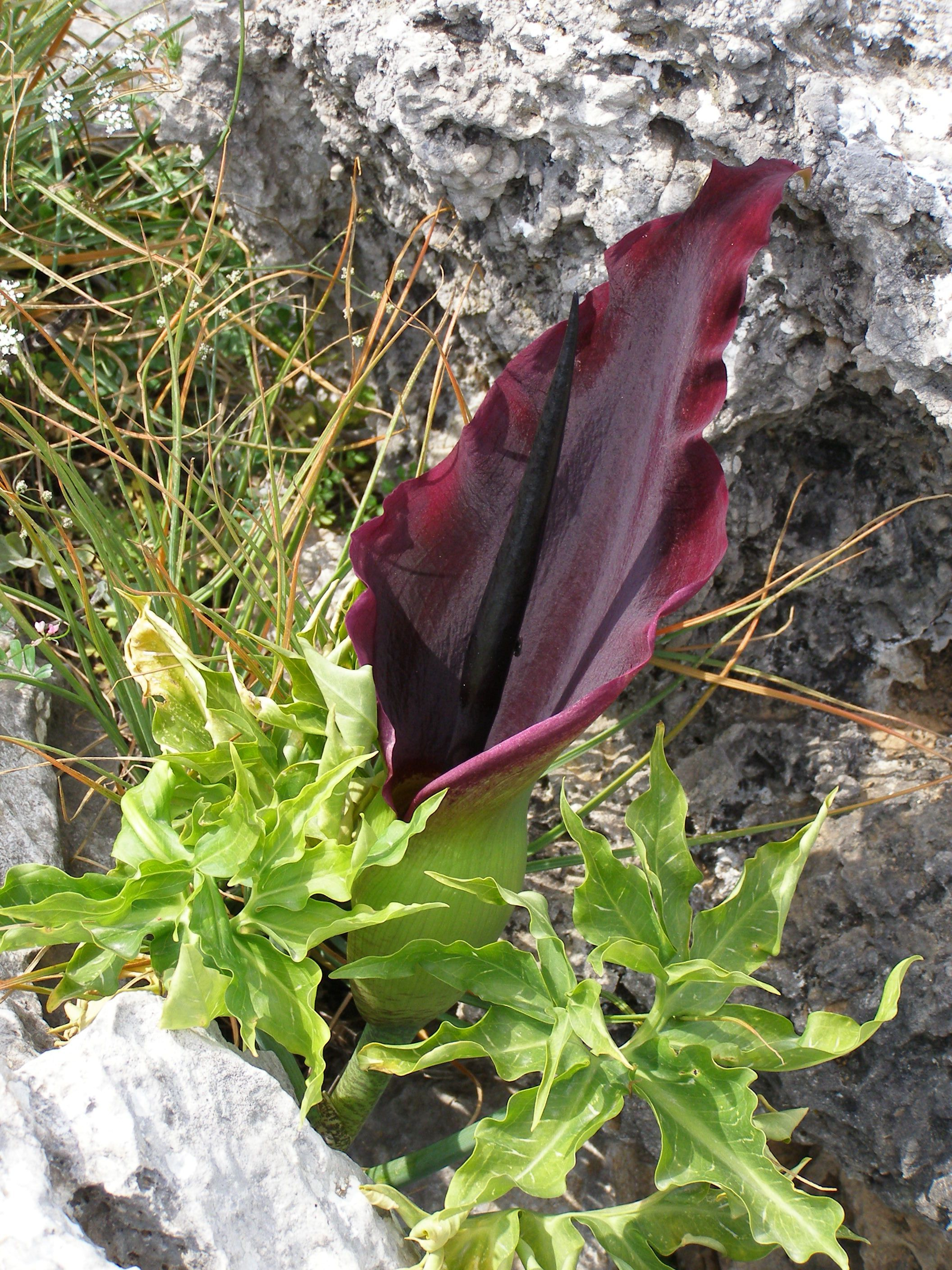
Suchomilný drakovec obecný (čeleď árónovité)
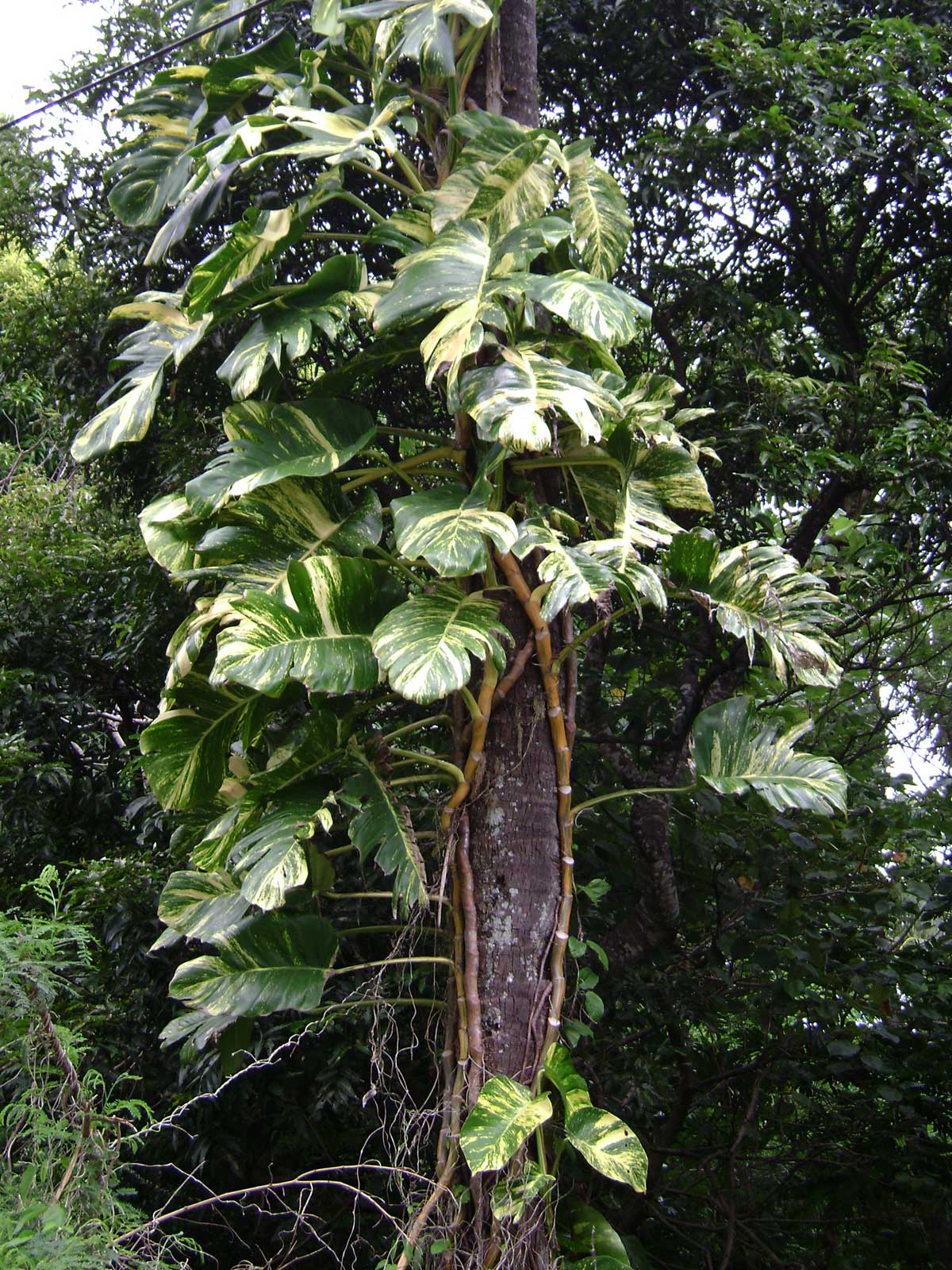
Tropická liána šplhavnice zlatá

## Taxonomie
Řád představuje jednu z bazálních vývojových větví jednoděložných rostlin a v současném pojetí (systém APG IV) je monofyletický. Zahrnuje celkem 14 čeledí, 166 rodů a asi 4600 druhů. Zdaleka největší čeledí řádu jsou árónovité (128 rodů a více než 3300 druhů). Následují žabníkovité (120 druhů v 17 rodech), rdestovité (100 druhů v 7 rodech) a voďankovité (80 druhů v 17 rodech). Řád obsahuje také 3 monotypické čeledi, a sice šmelovité, blatnicovité a Maundiaceae.

### Širší vztahy řáduAlismatales
|  | \| \| Dioscoreales (smldincotvaré) \| \| \| \| \| \| Pandanales (pandánotvaré) \| \| \| \| |
|  |                                                                                            |
|  | >>> další řády třídy Liliopsida                                                            |
|  |                                                                                            |
|  | Dioscoreales (smldincotvaré)                                                               |
|  |                                                                                            |
|  | Pandanales (pandánotvaré)                                                                  |
|  |                                                                                            |

|  | Dioscoreales (smldincotvaré) |
|  |                              |
|  | Pandanales (pandánotvaré)    |
|  |                              |

|  | \| \| Dioscoreales (smldincotvaré) \| \| \| \| \| \| Pandanales (pandánotvaré) \| \| \| \| |
|  |                                                                                            |
|  | >>> další řády třídy Liliopsida                                                            |
|  |                                                                                            |
|  | Dioscoreales (smldincotvaré)                                                               |
|  |                                                                                            |
|  | Pandanales (pandánotvaré)                                                                  |
|  |                                                                                            |

|  | Dioscoreales (smldincotvaré) |
|  |                              |
|  | Pandanales (pandánotvaré)    |
|  |                              |

|  | \| \| Dioscoreales (smldincotvaré) \| \| \| \| \| \| Pandanales (pandánotvaré) \| \| \| \| |
|  |                                                                                            |
|  | >>> další řády třídy Liliopsida                                                            |
|  |                                                                                            |
|  | Dioscoreales (smldincotvaré)                                                               |
|  |                                                                                            |
|  | Pandanales (pandánotvaré)                                                                  |
|  |                                                                                            |

|  | Dioscoreales (smldincotvaré) |
|  |                              |
|  | Pandanales (pandánotvaré)    |
|  |                              |

|  | \| \| Dioscoreales (smldincotvaré) \| \| \| \| \| \| Pandanales (pandánotvaré) \| \| \| \| |
|  |                                                                                            |
|  | >>> další řády třídy Liliopsida                                                            |
|  |                                                                                            |
|  | Dioscoreales (smldincotvaré)                                                               |
|  |                                                                                            |
|  | Pandanales (pandánotvaré)                                                                  |
|  |                                                                                            |

|  | Dioscoreales (smldincotvaré) |
|  |                              |
|  | Pandanales (pandánotvaré)    |
|  |                              |

|  | \| \| Dioscoreales (smldincotvaré) \| \| \| \| \| \| Pandanales (pandánotvaré) \| \| \| \| |
|  |                                                                                            |
|  | >>> další řády třídy Liliopsida                                                            |
|  |                                                                                            |
|  | Dioscoreales (smldincotvaré)                                                               |
|  |                                                                                            |
|  | Pandanales (pandánotvaré)                                                                  |
|  |                                                                                            |

|  | Dioscoreales (smldincotvaré) |
|  |                              |
|  | Pandanales (pandánotvaré)    |
|  |                              |

|  | \| \| Dioscoreales (smldincotvaré) \| \| \| \| \| \| Pandanales (pandánotvaré) \| \| \| \| |
|  |                                                                                            |
|  | >>> další řády třídy Liliopsida                                                            |
|  |                                                                                            |
|  | Dioscoreales (smldincotvaré)                                                               |
|  |                                                                                            |
|  | Pandanales (pandánotvaré)                                                                  |
|  |                                                                                            |

|  | Dioscoreales (smldincotvaré) |
|  |                              |
|  | Pandanales (pandánotvaré)    |
|  |                              |

|  | \| \| Dioscoreales (smldincotvaré) \| \| \| \| \| \| Pandanales (pandánotvaré) \| \| \| \| |
|  |                                                                                            |
|  | >>> další řády třídy Liliopsida                                                            |
|  |                                                                                            |
|  | Dioscoreales (smldincotvaré)                                                               |
|  |                                                                                            |
|  | Pandanales (pandánotvaré)                                                                  |
|  |                                                                                            |

|  | Dioscoreales (smldincotvaré) |
|  |                              |
|  | Pandanales (pandánotvaré)    |
|  |                              |

|  | \| \| Dioscoreales (smldincotvaré) \| \| \| \| \| \| Pandanales (pandánotvaré) \| \| \| \| |
|  |                                                                                            |
|  | >>> další řády třídy Liliopsida                                                            |
|  |                                                                                            |
|  | Dioscoreales (smldincotvaré)                                                               |
|  |                                                                                            |
|  | Pandanales (pandánotvaré)                                                                  |
|  |                                                                                            |

|  | Dioscoreales (smldincotvaré) |
|  |                              |
|  | Pandanales (pandánotvaré)    |
|  |                              |

### Struktura řáduAlismatales
Bazální větví řádu jsou Araceae, které zároveň představují největší skupinu řádu co do počtu rodů a druhů. Od zbytku řádu se tato čeleď odlišuje mj. přítomností endospermu v semenech.
Následuje větev Tofieldiaceae, která byla v klasické taxonomii, založené na morfologii, řazena do čeledi Melanthiaceae. Následující klad tří čeledí (Hydrocharitaceae, Butomaceae, Alismataceae) se vymyká zbytku řádu tím, že jejich zástupci mají okvětí rozlišené na kalich a korunu a větší počet tyčinek a/nebo pestíků než tři. Zbývající klad řádu zahrnuje celkem 9 čeledí, které mají společné znaky zejména v morfologii pylu.

### Vývojové vztahy čeledí řáduAlismatales
|  | \| \| Hydrocharitaceae (voďankovité) \| \| \| \| \| \| Butomaceae (šmelovité) \| \| \| \| |
|  |                                                                                           |
|  | Alismataceae (žabníkovité)                                                                |
|  |                                                                                           |
|  | Hydrocharitaceae (voďankovité)                                                            |
|  |                                                                                           |
|  | Butomaceae (šmelovité)                                                                    |
|  |                                                                                           |

|  | Hydrocharitaceae (voďankovité) |
|  |                                |
|  | Butomaceae (šmelovité)         |
|  |                                |

|  | Posidoniaceae (posidoniovité)                                              |
|  |                                                                            |
|  | \| \| Ruppiaceae (táhlicovité) \| \| \| \| \| \| Cymodoceaceae \| \| \| \| |
|  |                                                                            |
|  | Ruppiaceae (táhlicovité)                                                   |
|  |                                                                            |
|  | Cymodoceaceae                                                              |
|  |                                                                            |

|  | Ruppiaceae (táhlicovité) |
|  |                          |
|  | Cymodoceaceae            |
|  |                          |

|  | Zosteraceae (vochovité)       |
|  |                               |
|  | Potamogetonaceae (rdestovité) |
|  |                               |

|  | Posidoniaceae (posidoniovité)                                              |
|  |                                                                            |
|  | \| \| Ruppiaceae (táhlicovité) \| \| \| \| \| \| Cymodoceaceae \| \| \| \| |
|  |                                                                            |
|  | Ruppiaceae (táhlicovité)                                                   |
|  |                                                                            |
|  | Cymodoceaceae                                                              |
|  |                                                                            |

|  | Ruppiaceae (táhlicovité) |
|  |                          |
|  | Cymodoceaceae            |
|  |                          |

|  | Zosteraceae (vochovité)       |
|  |                               |
|  | Potamogetonaceae (rdestovité) |
|  |                               |

|  | Posidoniaceae (posidoniovité)                                              |
|  |                                                                            |
|  | \| \| Ruppiaceae (táhlicovité) \| \| \| \| \| \| Cymodoceaceae \| \| \| \| |
|  |                                                                            |
|  | Ruppiaceae (táhlicovité)                                                   |
|  |                                                                            |
|  | Cymodoceaceae                                                              |
|  |                                                                            |

|  | Ruppiaceae (táhlicovité) |
|  |                          |
|  | Cymodoceaceae            |
|  |                          |

|  | Zosteraceae (vochovité)       |
|  |                               |
|  | Potamogetonaceae (rdestovité) |
|  |                               |

|  | Posidoniaceae (posidoniovité)                                              |
|  |                                                                            |
|  | \| \| Ruppiaceae (táhlicovité) \| \| \| \| \| \| Cymodoceaceae \| \| \| \| |
|  |                                                                            |
|  | Ruppiaceae (táhlicovité)                                                   |
|  |                                                                            |
|  | Cymodoceaceae                                                              |
|  |                                                                            |

|  | Ruppiaceae (táhlicovité) |
|  |                          |
|  | Cymodoceaceae            |
|  |                          |

|  | Zosteraceae (vochovité)       |
|  |                               |
|  | Potamogetonaceae (rdestovité) |
|  |                               |

|  | Posidoniaceae (posidoniovité)                                              |
|  |                                                                            |
|  | \| \| Ruppiaceae (táhlicovité) \| \| \| \| \| \| Cymodoceaceae \| \| \| \| |
|  |                                                                            |
|  | Ruppiaceae (táhlicovité)                                                   |
|  |                                                                            |
|  | Cymodoceaceae                                                              |
|  |                                                                            |

|  | Ruppiaceae (táhlicovité) |
|  |                          |
|  | Cymodoceaceae            |
|  |                          |

|  | Zosteraceae (vochovité)       |
|  |                               |
|  | Potamogetonaceae (rdestovité) |
|  |                               |

|  | Posidoniaceae (posidoniovité)                                              |
|  |                                                                            |
|  | \| \| Ruppiaceae (táhlicovité) \| \| \| \| \| \| Cymodoceaceae \| \| \| \| |
|  |                                                                            |
|  | Ruppiaceae (táhlicovité)                                                   |
|  |                                                                            |
|  | Cymodoceaceae                                                              |
|  |                                                                            |

|  | Ruppiaceae (táhlicovité) |
|  |                          |
|  | Cymodoceaceae            |
|  |                          |

|  | Zosteraceae (vochovité)       |
|  |                               |
|  | Potamogetonaceae (rdestovité) |
|  |                               |

|  | Posidoniaceae (posidoniovité)                                              |
|  |                                                                            |
|  | \| \| Ruppiaceae (táhlicovité) \| \| \| \| \| \| Cymodoceaceae \| \| \| \| |
|  |                                                                            |
|  | Ruppiaceae (táhlicovité)                                                   |
|  |                                                                            |
|  | Cymodoceaceae                                                              |
|  |                                                                            |

|  | Ruppiaceae (táhlicovité) |
|  |                          |
|  | Cymodoceaceae            |
|  |                          |

|  | Zosteraceae (vochovité)       |
|  |                               |
|  | Potamogetonaceae (rdestovité) |
|  |                               |

|  | Posidoniaceae (posidoniovité)                                              |
|  |                                                                            |
|  | \| \| Ruppiaceae (táhlicovité) \| \| \| \| \| \| Cymodoceaceae \| \| \| \| |
|  |                                                                            |
|  | Ruppiaceae (táhlicovité)                                                   |
|  |                                                                            |
|  | Cymodoceaceae                                                              |
|  |                                                                            |

|  | Ruppiaceae (táhlicovité) |
|  |                          |
|  | Cymodoceaceae            |
|  |                          |

|  | Zosteraceae (vochovité)       |
|  |                               |
|  | Potamogetonaceae (rdestovité) |
|  |                               |

|  | Posidoniaceae (posidoniovité)                                              |
|  |                                                                            |
|  | \| \| Ruppiaceae (táhlicovité) \| \| \| \| \| \| Cymodoceaceae \| \| \| \| |
|  |                                                                            |
|  | Ruppiaceae (táhlicovité)                                                   |
|  |                                                                            |
|  | Cymodoceaceae                                                              |
|  |                                                                            |

|  | Ruppiaceae (táhlicovité) |
|  |                          |
|  | Cymodoceaceae            |
|  |                          |

|  | Zosteraceae (vochovité)       |
|  |                               |
|  | Potamogetonaceae (rdestovité) |
|  |                               |

|  | Posidoniaceae (posidoniovité)                                              |
|  |                                                                            |
|  | \| \| Ruppiaceae (táhlicovité) \| \| \| \| \| \| Cymodoceaceae \| \| \| \| |
|  |                                                                            |
|  | Ruppiaceae (táhlicovité)                                                   |
|  |                                                                            |
|  | Cymodoceaceae                                                              |
|  |                                                                            |

|  | Ruppiaceae (táhlicovité) |
|  |                          |
|  | Cymodoceaceae            |
|  |                          |

|  | Zosteraceae (vochovité)       |
|  |                               |
|  | Potamogetonaceae (rdestovité) |
|  |                               |

|  | Posidoniaceae (posidoniovité)                                              |
|  |                                                                            |
|  | \| \| Ruppiaceae (táhlicovité) \| \| \| \| \| \| Cymodoceaceae \| \| \| \| |
|  |                                                                            |
|  | Ruppiaceae (táhlicovité)                                                   |
|  |                                                                            |
|  | Cymodoceaceae                                                              |
|  |                                                                            |

|  | Ruppiaceae (táhlicovité) |
|  |                          |
|  | Cymodoceaceae            |
|  |                          |

|  | Zosteraceae (vochovité)       |
|  |                               |
|  | Potamogetonaceae (rdestovité) |
|  |                               |

|  | Posidoniaceae (posidoniovité)                                              |
|  |                                                                            |
|  | \| \| Ruppiaceae (táhlicovité) \| \| \| \| \| \| Cymodoceaceae \| \| \| \| |
|  |                                                                            |
|  | Ruppiaceae (táhlicovité)                                                   |
|  |                                                                            |
|  | Cymodoceaceae                                                              |
|  |                                                                            |

|  | Ruppiaceae (táhlicovité) |
|  |                          |
|  | Cymodoceaceae            |
|  |                          |

|  | Zosteraceae (vochovité)       |
|  |                               |
|  | Potamogetonaceae (rdestovité) |
|  |                               |

|  | Posidoniaceae (posidoniovité)                                              |
|  |                                                                            |
|  | \| \| Ruppiaceae (táhlicovité) \| \| \| \| \| \| Cymodoceaceae \| \| \| \| |
|  |                                                                            |
|  | Ruppiaceae (táhlicovité)                                                   |
|  |                                                                            |
|  | Cymodoceaceae                                                              |
|  |                                                                            |

|  | Ruppiaceae (táhlicovité) |
|  |                          |
|  | Cymodoceaceae            |
|  |                          |

|  | Zosteraceae (vochovité)       |
|  |                               |
|  | Potamogetonaceae (rdestovité) |
|  |                               |

|  | Posidoniaceae (posidoniovité)                                              |
|  |                                                                            |
|  | \| \| Ruppiaceae (táhlicovité) \| \| \| \| \| \| Cymodoceaceae \| \| \| \| |
|  |                                                                            |
|  | Ruppiaceae (táhlicovité)                                                   |
|  |                                                                            |
|  | Cymodoceaceae                                                              |
|  |                                                                            |

|  | Ruppiaceae (táhlicovité) |
|  |                          |
|  | Cymodoceaceae            |
|  |                          |

|  | Zosteraceae (vochovité)       |
|  |                               |
|  | Potamogetonaceae (rdestovité) |
|  |                               |

|  | Posidoniaceae (posidoniovité)                                              |
|  |                                                                            |
|  | \| \| Ruppiaceae (táhlicovité) \| \| \| \| \| \| Cymodoceaceae \| \| \| \| |
|  |                                                                            |
|  | Ruppiaceae (táhlicovité)                                                   |
|  |                                                                            |
|  | Cymodoceaceae                                                              |
|  |                                                                            |

|  | Ruppiaceae (táhlicovité) |
|  |                          |
|  | Cymodoceaceae            |
|  |                          |

|  | Zosteraceae (vochovité)       |
|  |                               |
|  | Potamogetonaceae (rdestovité) |
|  |                               |

|  | Posidoniaceae (posidoniovité)                                              |
|  |                                                                            |
|  | \| \| Ruppiaceae (táhlicovité) \| \| \| \| \| \| Cymodoceaceae \| \| \| \| |
|  |                                                                            |
|  | Ruppiaceae (táhlicovité)                                                   |
|  |                                                                            |
|  | Cymodoceaceae                                                              |
|  |                                                                            |

|  | Ruppiaceae (táhlicovité) |
|  |                          |
|  | Cymodoceaceae            |
|  |                          |

|  | Zosteraceae (vochovité)       |
|  |                               |
|  | Potamogetonaceae (rdestovité) |
|  |                               |

|  | Posidoniaceae (posidoniovité)                                              |
|  |                                                                            |
|  | \| \| Ruppiaceae (táhlicovité) \| \| \| \| \| \| Cymodoceaceae \| \| \| \| |
|  |                                                                            |
|  | Ruppiaceae (táhlicovité)                                                   |
|  |                                                                            |
|  | Cymodoceaceae                                                              |
|  |                                                                            |

|  | Ruppiaceae (táhlicovité) |
|  |                          |
|  | Cymodoceaceae            |
|  |                          |

|  | Zosteraceae (vochovité)       |
|  |                               |
|  | Potamogetonaceae (rdestovité) |
|  |                               |

|  | Posidoniaceae (posidoniovité)                                              |
|  |                                                                            |
|  | \| \| Ruppiaceae (táhlicovité) \| \| \| \| \| \| Cymodoceaceae \| \| \| \| |
|  |                                                                            |
|  | Ruppiaceae (táhlicovité)                                                   |
|  |                                                                            |
|  | Cymodoceaceae                                                              |
|  |                                                                            |

|  | Ruppiaceae (táhlicovité) |
|  |                          |
|  | Cymodoceaceae            |
|  |                          |

|  | Zosteraceae (vochovité)       |
|  |                               |
|  | Potamogetonaceae (rdestovité) |
|  |                               |

|  | Posidoniaceae (posidoniovité)                                              |
|  |                                                                            |
|  | \| \| Ruppiaceae (táhlicovité) \| \| \| \| \| \| Cymodoceaceae \| \| \| \| |
|  |                                                                            |
|  | Ruppiaceae (táhlicovité)                                                   |
|  |                                                                            |
|  | Cymodoceaceae                                                              |
|  |                                                                            |

|  | Ruppiaceae (táhlicovité) |
|  |                          |
|  | Cymodoceaceae            |
|  |                          |

|  | Zosteraceae (vochovité)       |
|  |                               |
|  | Potamogetonaceae (rdestovité) |
|  |                               |

|  | Posidoniaceae (posidoniovité)                                              |
|  |                                                                            |
|  | \| \| Ruppiaceae (táhlicovité) \| \| \| \| \| \| Cymodoceaceae \| \| \| \| |
|  |                                                                            |
|  | Ruppiaceae (táhlicovité)                                                   |
|  |                                                                            |
|  | Cymodoceaceae                                                              |
|  |                                                                            |

|  | Ruppiaceae (táhlicovité) |
|  |                          |
|  | Cymodoceaceae            |
|  |                          |

|  | Zosteraceae (vochovité)       |
|  |                               |
|  | Potamogetonaceae (rdestovité) |
|  |                               |

|  | Posidoniaceae (posidoniovité)                                              |
|  |                                                                            |
|  | \| \| Ruppiaceae (táhlicovité) \| \| \| \| \| \| Cymodoceaceae \| \| \| \| |
|  |                                                                            |
|  | Ruppiaceae (táhlicovité)                                                   |
|  |                                                                            |
|  | Cymodoceaceae                                                              |
|  |                                                                            |

|  | Ruppiaceae (táhlicovité) |
|  |                          |
|  | Cymodoceaceae            |
|  |                          |

|  | Zosteraceae (vochovité)       |
|  |                               |
|  | Potamogetonaceae (rdestovité) |
|  |                               |

|  | Posidoniaceae (posidoniovité)                                              |
|  |                                                                            |
|  | \| \| Ruppiaceae (táhlicovité) \| \| \| \| \| \| Cymodoceaceae \| \| \| \| |
|  |                                                                            |
|  | Ruppiaceae (táhlicovité)                                                   |
|  |                                                                            |
|  | Cymodoceaceae                                                              |
|  |                                                                            |

|  | Ruppiaceae (táhlicovité) |
|  |                          |
|  | Cymodoceaceae            |
|  |                          |

|  | Zosteraceae (vochovité)       |
|  |                               |
|  | Potamogetonaceae (rdestovité) |
|  |                               |

|  | Posidoniaceae (posidoniovité)                                              |
|  |                                                                            |
|  | \| \| Ruppiaceae (táhlicovité) \| \| \| \| \| \| Cymodoceaceae \| \| \| \| |
|  |                                                                            |
|  | Ruppiaceae (táhlicovité)                                                   |
|  |                                                                            |
|  | Cymodoceaceae                                                              |
|  |                                                                            |

|  | Ruppiaceae (táhlicovité) |
|  |                          |
|  | Cymodoceaceae            |
|  |                          |

|  | Zosteraceae (vochovité)       |
|  |                               |
|  | Potamogetonaceae (rdestovité) |
|  |                               |

|  | Posidoniaceae (posidoniovité)                                              |
|  |                                                                            |
|  | \| \| Ruppiaceae (táhlicovité) \| \| \| \| \| \| Cymodoceaceae \| \| \| \| |
|  |                                                                            |
|  | Ruppiaceae (táhlicovité)                                                   |
|  |                                                                            |
|  | Cymodoceaceae                                                              |
|  |                                                                            |

|  | Ruppiaceae (táhlicovité) |
|  |                          |
|  | Cymodoceaceae            |
|  |                          |

|  | Zosteraceae (vochovité)       |
|  |                               |
|  | Potamogetonaceae (rdestovité) |
|  |                               |

|  | Posidoniaceae (posidoniovité)                                              |
|  |                                                                            |
|  | \| \| Ruppiaceae (táhlicovité) \| \| \| \| \| \| Cymodoceaceae \| \| \| \| |
|  |                                                                            |
|  | Ruppiaceae (táhlicovité)                                                   |
|  |                                                                            |
|  | Cymodoceaceae                                                              |
|  |                                                                            |

|  | Ruppiaceae (táhlicovité) |
|  |                          |
|  | Cymodoceaceae            |
|  |                          |

|  | Zosteraceae (vochovité)       |
|  |                               |
|  | Potamogetonaceae (rdestovité) |
|  |                               |

|  | Posidoniaceae (posidoniovité)                                              |
|  |                                                                            |
|  | \| \| Ruppiaceae (táhlicovité) \| \| \| \| \| \| Cymodoceaceae \| \| \| \| |
|  |                                                                            |
|  | Ruppiaceae (táhlicovité)                                                   |
|  |                                                                            |
|  | Cymodoceaceae                                                              |
|  |                                                                            |

|  | Ruppiaceae (táhlicovité) |
|  |                          |
|  | Cymodoceaceae            |
|  |                          |

|  | Zosteraceae (vochovité)       |
|  |                               |
|  | Potamogetonaceae (rdestovité) |
|  |                               |

|  | Posidoniaceae (posidoniovité)                                              |
|  |                                                                            |
|  | \| \| Ruppiaceae (táhlicovité) \| \| \| \| \| \| Cymodoceaceae \| \| \| \| |
|  |                                                                            |
|  | Ruppiaceae (táhlicovité)                                                   |
|  |                                                                            |
|  | Cymodoceaceae                                                              |
|  |                                                                            |

|  | Ruppiaceae (táhlicovité) |
|  |                          |
|  | Cymodoceaceae            |
|  |                          |

|  | Zosteraceae (vochovité)       |
|  |                               |
|  | Potamogetonaceae (rdestovité) |
|  |                               |

|  | Posidoniaceae (posidoniovité)                                              |
|  |                                                                            |
|  | \| \| Ruppiaceae (táhlicovité) \| \| \| \| \| \| Cymodoceaceae \| \| \| \| |
|  |                                                                            |
|  | Ruppiaceae (táhlicovité)                                                   |
|  |                                                                            |
|  | Cymodoceaceae                                                              |
|  |                                                                            |

|  | Ruppiaceae (táhlicovité) |
|  |                          |
|  | Cymodoceaceae            |
|  |                          |

|  | Zosteraceae (vochovité)       |
|  |                               |
|  | Potamogetonaceae (rdestovité) |
|  |                               |

|  | Posidoniaceae (posidoniovité)                                              |
|  |                                                                            |
|  | \| \| Ruppiaceae (táhlicovité) \| \| \| \| \| \| Cymodoceaceae \| \| \| \| |
|  |                                                                            |
|  | Ruppiaceae (táhlicovité)                                                   |
|  |                                                                            |
|  | Cymodoceaceae                                                              |
|  |                                                                            |

|  | Ruppiaceae (táhlicovité) |
|  |                          |
|  | Cymodoceaceae            |
|  |                          |

|  | Zosteraceae (vochovité)       |
|  |                               |
|  | Potamogetonaceae (rdestovité) |
|  |                               |

|  | Posidoniaceae (posidoniovité)                                              |
|  |                                                                            |
|  | \| \| Ruppiaceae (táhlicovité) \| \| \| \| \| \| Cymodoceaceae \| \| \| \| |
|  |                                                                            |
|  | Ruppiaceae (táhlicovité)                                                   |
|  |                                                                            |
|  | Cymodoceaceae                                                              |
|  |                                                                            |

|  | Ruppiaceae (táhlicovité) |
|  |                          |
|  | Cymodoceaceae            |
|  |                          |

|  | Zosteraceae (vochovité)       |
|  |                               |
|  | Potamogetonaceae (rdestovité) |
|  |                               |

|  | Posidoniaceae (posidoniovité)                                              |
|  |                                                                            |
|  | \| \| Ruppiaceae (táhlicovité) \| \| \| \| \| \| Cymodoceaceae \| \| \| \| |
|  |                                                                            |
|  | Ruppiaceae (táhlicovité)                                                   |
|  |                                                                            |
|  | Cymodoceaceae                                                              |
|  |                                                                            |

|  | Ruppiaceae (táhlicovité) |
|  |                          |
|  | Cymodoceaceae            |
|  |                          |

|  | Zosteraceae (vochovité)       |
|  |                               |
|  | Potamogetonaceae (rdestovité) |
|  |                               |

|  | Posidoniaceae (posidoniovité)                                              |
|  |                                                                            |
|  | \| \| Ruppiaceae (táhlicovité) \| \| \| \| \| \| Cymodoceaceae \| \| \| \| |
|  |                                                                            |
|  | Ruppiaceae (táhlicovité)                                                   |
|  |                                                                            |
|  | Cymodoceaceae                                                              |
|  |                                                                            |

|  | Ruppiaceae (táhlicovité) |
|  |                          |
|  | Cymodoceaceae            |
|  |                          |

|  | Zosteraceae (vochovité)       |
|  |                               |
|  | Potamogetonaceae (rdestovité) |
|  |                               |

|  | \| \| Hydrocharitaceae (voďankovité) \| \| \| \| \| \| Butomaceae (šmelovité) \| \| \| \| |
|  |                                                                                           |
|  | Alismataceae (žabníkovité)                                                                |
|  |                                                                                           |
|  | Hydrocharitaceae (voďankovité)                                                            |
|  |                                                                                           |
|  | Butomaceae (šmelovité)                                                                    |
|  |                                                                                           |

|  | Hydrocharitaceae (voďankovité) |
|  |                                |
|  | Butomaceae (šmelovité)         |
|  |                                |

|  | Posidoniaceae (posidoniovité)                                              |
|  |                                                                            |
|  | \| \| Ruppiaceae (táhlicovité) \| \| \| \| \| \| Cymodoceaceae \| \| \| \| |
|  |                                                                            |
|  | Ruppiaceae (táhlicovité)                                                   |
|  |                                                                            |
|  | Cymodoceaceae                                                              |
|  |                                                                            |

|  | Ruppiaceae (táhlicovité) |
|  |                          |
|  | Cymodoceaceae            |
|  |                          |

|  | Zosteraceae (vochovité)       |
|  |                               |
|  | Potamogetonaceae (rdestovité) |
|  |                               |

|  | Posidoniaceae (posidoniovité)                                              |
|  |                                                                            |
|  | \| \| Ruppiaceae (táhlicovité) \| \| \| \| \| \| Cymodoceaceae \| \| \| \| |
|  |                                                                            |
|  | Ruppiaceae (táhlicovité)                                                   |
|  |                                                                            |
|  | Cymodoceaceae                                                              |
|  |                                                                            |

|  | Ruppiaceae (táhlicovité) |
|  |                          |
|  | Cymodoceaceae            |
|  |                          |

|  | Zosteraceae (vochovité)       |
|  |                               |
|  | Potamogetonaceae (rdestovité) |
|  |                               |

|  | Posidoniaceae (posidoniovité)                                              |
|  |                                                                            |
|  | \| \| Ruppiaceae (táhlicovité) \| \| \| \| \| \| Cymodoceaceae \| \| \| \| |
|  |                                                                            |
|  | Ruppiaceae (táhlicovité)                                                   |
|  |                                                                            |
|  | Cymodoceaceae                                                              |
|  |                                                                            |

|  | Ruppiaceae (táhlicovité) |
|  |                          |
|  | Cymodoceaceae            |
|  |                          |

|  | Zosteraceae (vochovité)       |
|  |                               |
|  | Potamogetonaceae (rdestovité) |
|  |                               |

|  | Posidoniaceae (posidoniovité)                                              |
|  |                                                                            |
|  | \| \| Ruppiaceae (táhlicovité) \| \| \| \| \| \| Cymodoceaceae \| \| \| \| |
|  |                                                                            |
|  | Ruppiaceae (táhlicovité)                                                   |
|  |                                                                            |
|  | Cymodoceaceae                                                              |
|  |                                                                            |

|  | Ruppiaceae (táhlicovité) |
|  |                          |
|  | Cymodoceaceae            |
|  |                          |

|  | Zosteraceae (vochovité)       |
|  |                               |
|  | Potamogetonaceae (rdestovité) |
|  |                               |

|  | Posidoniaceae (posidoniovité)                                              |
|  |                                                                            |
|  | \| \| Ruppiaceae (táhlicovité) \| \| \| \| \| \| Cymodoceaceae \| \| \| \| |
|  |                                                                            |
|  | Ruppiaceae (táhlicovité)                                                   |
|  |                                                                            |
|  | Cymodoceaceae                                                              |
|  |                                                                            |

|  | Ruppiaceae (táhlicovité) |
|  |                          |
|  | Cymodoceaceae            |
|  |                          |

|  | Zosteraceae (vochovité)       |
|  |                               |
|  | Potamogetonaceae (rdestovité) |
|  |                               |

|  | Posidoniaceae (posidoniovité)                                              |
|  |                                                                            |
|  | \| \| Ruppiaceae (táhlicovité) \| \| \| \| \| \| Cymodoceaceae \| \| \| \| |
|  |                                                                            |
|  | Ruppiaceae (táhlicovité)                                                   |
|  |                                                                            |
|  | Cymodoceaceae                                                              |
|  |                                                                            |

|  | Ruppiaceae (táhlicovité) |
|  |                          |
|  | Cymodoceaceae            |
|  |                          |

|  | Zosteraceae (vochovité)       |
|  |                               |
|  | Potamogetonaceae (rdestovité) |
|  |                               |

|  | Posidoniaceae (posidoniovité)                                              |
|  |                                                                            |
|  | \| \| Ruppiaceae (táhlicovité) \| \| \| \| \| \| Cymodoceaceae \| \| \| \| |
|  |                                                                            |
|  | Ruppiaceae (táhlicovité)                                                   |
|  |                                                                            |
|  | Cymodoceaceae                                                              |
|  |                                                                            |

|  | Ruppiaceae (táhlicovité) |
|  |                          |
|  | Cymodoceaceae            |
|  |                          |

|  | Zosteraceae (vochovité)       |
|  |                               |
|  | Potamogetonaceae (rdestovité) |
|  |                               |

|  | Posidoniaceae (posidoniovité)                                              |
|  |                                                                            |
|  | \| \| Ruppiaceae (táhlicovité) \| \| \| \| \| \| Cymodoceaceae \| \| \| \| |
|  |                                                                            |
|  | Ruppiaceae (táhlicovité)                                                   |
|  |                                                                            |
|  | Cymodoceaceae                                                              |
|  |                                                                            |

|  | Ruppiaceae (táhlicovité) |
|  |                          |
|  | Cymodoceaceae            |
|  |                          |

|  | Zosteraceae (vochovité)       |
|  |                               |
|  | Potamogetonaceae (rdestovité) |
|  |                               |

|  | Posidoniaceae (posidoniovité)                                              |
|  |                                                                            |
|  | \| \| Ruppiaceae (táhlicovité) \| \| \| \| \| \| Cymodoceaceae \| \| \| \| |
|  |                                                                            |
|  | Ruppiaceae (táhlicovité)                                                   |
|  |                                                                            |
|  | Cymodoceaceae                                                              |
|  |                                                                            |

|  | Ruppiaceae (táhlicovité) |
|  |                          |
|  | Cymodoceaceae            |
|  |                          |

|  | Zosteraceae (vochovité)       |
|  |                               |
|  | Potamogetonaceae (rdestovité) |
|  |                               |

|  | Posidoniaceae (posidoniovité)                                              |
|  |                                                                            |
|  | \| \| Ruppiaceae (táhlicovité) \| \| \| \| \| \| Cymodoceaceae \| \| \| \| |
|  |                                                                            |
|  | Ruppiaceae (táhlicovité)                                                   |
|  |                                                                            |
|  | Cymodoceaceae                                                              |
|  |                                                                            |

|  | Ruppiaceae (táhlicovité) |
|  |                          |
|  | Cymodoceaceae            |
|  |                          |

|  | Zosteraceae (vochovité)       |
|  |                               |
|  | Potamogetonaceae (rdestovité) |
|  |                               |

|  | Posidoniaceae (posidoniovité)                                              |
|  |                                                                            |
|  | \| \| Ruppiaceae (táhlicovité) \| \| \| \| \| \| Cymodoceaceae \| \| \| \| |
|  |                                                                            |
|  | Ruppiaceae (táhlicovité)                                                   |
|  |                                                                            |
|  | Cymodoceaceae                                                              |
|  |                                                                            |

|  | Ruppiaceae (táhlicovité) |
|  |                          |
|  | Cymodoceaceae            |
|  |                          |

|  | Zosteraceae (vochovité)       |
|  |                               |
|  | Potamogetonaceae (rdestovité) |
|  |                               |

|  | Posidoniaceae (posidoniovité)                                              |
|  |                                                                            |
|  | \| \| Ruppiaceae (táhlicovité) \| \| \| \| \| \| Cymodoceaceae \| \| \| \| |
|  |                                                                            |
|  | Ruppiaceae (táhlicovité)                                                   |
|  |                                                                            |
|  | Cymodoceaceae                                                              |
|  |                                                                            |

|  | Ruppiaceae (táhlicovité) |
|  |                          |
|  | Cymodoceaceae            |
|  |                          |

|  | Zosteraceae (vochovité)       |
|  |                               |
|  | Potamogetonaceae (rdestovité) |
|  |                               |

|  | Posidoniaceae (posidoniovité)                                              |
|  |                                                                            |
|  | \| \| Ruppiaceae (táhlicovité) \| \| \| \| \| \| Cymodoceaceae \| \| \| \| |
|  |                                                                            |
|  | Ruppiaceae (táhlicovité)                                                   |
|  |                                                                            |
|  | Cymodoceaceae                                                              |
|  |                                                                            |

|  | Ruppiaceae (táhlicovité) |
|  |                          |
|  | Cymodoceaceae            |
|  |                          |

|  | Zosteraceae (vochovité)       |
|  |                               |
|  | Potamogetonaceae (rdestovité) |
|  |                               |

|  | Posidoniaceae (posidoniovité)                                              |
|  |                                                                            |
|  | \| \| Ruppiaceae (táhlicovité) \| \| \| \| \| \| Cymodoceaceae \| \| \| \| |
|  |                                                                            |
|  | Ruppiaceae (táhlicovité)                                                   |
|  |                                                                            |
|  | Cymodoceaceae                                                              |
|  |                                                                            |

|  | Ruppiaceae (táhlicovité) |
|  |                          |
|  | Cymodoceaceae            |
|  |                          |

|  | Zosteraceae (vochovité)       |
|  |                               |
|  | Potamogetonaceae (rdestovité) |
|  |                               |

|  | Posidoniaceae (posidoniovité)                                              |
|  |                                                                            |
|  | \| \| Ruppiaceae (táhlicovité) \| \| \| \| \| \| Cymodoceaceae \| \| \| \| |
|  |                                                                            |
|  | Ruppiaceae (táhlicovité)                                                   |
|  |                                                                            |
|  | Cymodoceaceae                                                              |
|  |                                                                            |

|  | Ruppiaceae (táhlicovité) |
|  |                          |
|  | Cymodoceaceae            |
|  |                          |

|  | Zosteraceae (vochovité)       |
|  |                               |
|  | Potamogetonaceae (rdestovité) |
|  |                               |

|  | Posidoniaceae (posidoniovité)                                              |
|  |                                                                            |
|  | \| \| Ruppiaceae (táhlicovité) \| \| \| \| \| \| Cymodoceaceae \| \| \| \| |
|  |                                                                            |
|  | Ruppiaceae (táhlicovité)                                                   |
|  |                                                                            |
|  | Cymodoceaceae                                                              |
|  |                                                                            |

|  | Ruppiaceae (táhlicovité) |
|  |                          |
|  | Cymodoceaceae            |
|  |                          |

|  | Zosteraceae (vochovité)       |
|  |                               |
|  | Potamogetonaceae (rdestovité) |
|  |                               |

|  | Posidoniaceae (posidoniovité)                                              |
|  |                                                                            |
|  | \| \| Ruppiaceae (táhlicovité) \| \| \| \| \| \| Cymodoceaceae \| \| \| \| |
|  |                                                                            |
|  | Ruppiaceae (táhlicovité)                                                   |
|  |                                                                            |
|  | Cymodoceaceae                                                              |
|  |                                                                            |

|  | Ruppiaceae (táhlicovité) |
|  |                          |
|  | Cymodoceaceae            |
|  |                          |

|  | Zosteraceae (vochovité)       |
|  |                               |
|  | Potamogetonaceae (rdestovité) |
|  |                               |

|  | Posidoniaceae (posidoniovité)                                              |
|  |                                                                            |
|  | \| \| Ruppiaceae (táhlicovité) \| \| \| \| \| \| Cymodoceaceae \| \| \| \| |
|  |                                                                            |
|  | Ruppiaceae (táhlicovité)                                                   |
|  |                                                                            |
|  | Cymodoceaceae                                                              |
|  |                                                                            |

|  | Ruppiaceae (táhlicovité) |
|  |                          |
|  | Cymodoceaceae            |
|  |                          |

|  | Zosteraceae (vochovité)       |
|  |                               |
|  | Potamogetonaceae (rdestovité) |
|  |                               |

|  | Posidoniaceae (posidoniovité)                                              |
|  |                                                                            |
|  | \| \| Ruppiaceae (táhlicovité) \| \| \| \| \| \| Cymodoceaceae \| \| \| \| |
|  |                                                                            |
|  | Ruppiaceae (táhlicovité)                                                   |
|  |                                                                            |
|  | Cymodoceaceae                                                              |
|  |                                                                            |

|  | Ruppiaceae (táhlicovité) |
|  |                          |
|  | Cymodoceaceae            |
|  |                          |

|  | Zosteraceae (vochovité)       |
|  |                               |
|  | Potamogetonaceae (rdestovité) |
|  |                               |

|  | Posidoniaceae (posidoniovité)                                              |
|  |                                                                            |
|  | \| \| Ruppiaceae (táhlicovité) \| \| \| \| \| \| Cymodoceaceae \| \| \| \| |
|  |                                                                            |
|  | Ruppiaceae (táhlicovité)                                                   |
|  |                                                                            |
|  | Cymodoceaceae                                                              |
|  |                                                                            |

|  | Ruppiaceae (táhlicovité) |
|  |                          |
|  | Cymodoceaceae            |
|  |                          |

|  | Zosteraceae (vochovité)       |
|  |                               |
|  | Potamogetonaceae (rdestovité) |
|  |                               |

|  | Posidoniaceae (posidoniovité)                                              |
|  |                                                                            |
|  | \| \| Ruppiaceae (táhlicovité) \| \| \| \| \| \| Cymodoceaceae \| \| \| \| |
|  |                                                                            |
|  | Ruppiaceae (táhlicovité)                                                   |
|  |                                                                            |
|  | Cymodoceaceae                                                              |
|  |                                                                            |

|  | Ruppiaceae (táhlicovité) |
|  |                          |
|  | Cymodoceaceae            |
|  |                          |

|  | Zosteraceae (vochovité)       |
|  |                               |
|  | Potamogetonaceae (rdestovité) |
|  |                               |

|  | Posidoniaceae (posidoniovité)                                              |
|  |                                                                            |
|  | \| \| Ruppiaceae (táhlicovité) \| \| \| \| \| \| Cymodoceaceae \| \| \| \| |
|  |                                                                            |
|  | Ruppiaceae (táhlicovité)                                                   |
|  |                                                                            |
|  | Cymodoceaceae                                                              |
|  |                                                                            |

|  | Ruppiaceae (táhlicovité) |
|  |                          |
|  | Cymodoceaceae            |
|  |                          |

|  | Zosteraceae (vochovité)       |
|  |                               |
|  | Potamogetonaceae (rdestovité) |
|  |                               |

|  | Posidoniaceae (posidoniovité)                                              |
|  |                                                                            |
|  | \| \| Ruppiaceae (táhlicovité) \| \| \| \| \| \| Cymodoceaceae \| \| \| \| |
|  |                                                                            |
|  | Ruppiaceae (táhlicovité)                                                   |
|  |                                                                            |
|  | Cymodoceaceae                                                              |
|  |                                                                            |

|  | Ruppiaceae (táhlicovité) |
|  |                          |
|  | Cymodoceaceae            |
|  |                          |

|  | Zosteraceae (vochovité)       |
|  |                               |
|  | Potamogetonaceae (rdestovité) |
|  |                               |

|  | Posidoniaceae (posidoniovité)                                              |
|  |                                                                            |
|  | \| \| Ruppiaceae (táhlicovité) \| \| \| \| \| \| Cymodoceaceae \| \| \| \| |
|  |                                                                            |
|  | Ruppiaceae (táhlicovité)                                                   |
|  |                                                                            |
|  | Cymodoceaceae                                                              |
|  |                                                                            |

|  | Ruppiaceae (táhlicovité) |
|  |                          |
|  | Cymodoceaceae            |
|  |                          |

|  | Zosteraceae (vochovité)       |
|  |                               |
|  | Potamogetonaceae (rdestovité) |
|  |                               |

|  | Posidoniaceae (posidoniovité)                                              |
|  |                                                                            |
|  | \| \| Ruppiaceae (táhlicovité) \| \| \| \| \| \| Cymodoceaceae \| \| \| \| |
|  |                                                                            |
|  | Ruppiaceae (táhlicovité)                                                   |
|  |                                                                            |
|  | Cymodoceaceae                                                              |
|  |                                                                            |

|  | Ruppiaceae (táhlicovité) |
|  |                          |
|  | Cymodoceaceae            |
|  |                          |

|  | Zosteraceae (vochovité)       |
|  |                               |
|  | Potamogetonaceae (rdestovité) |
|  |                               |

|  | Posidoniaceae (posidoniovité)                                              |
|  |                                                                            |
|  | \| \| Ruppiaceae (táhlicovité) \| \| \| \| \| \| Cymodoceaceae \| \| \| \| |
|  |                                                                            |
|  | Ruppiaceae (táhlicovité)                                                   |
|  |                                                                            |
|  | Cymodoceaceae                                                              |
|  |                                                                            |

|  | Ruppiaceae (táhlicovité) |
|  |                          |
|  | Cymodoceaceae            |
|  |                          |

|  | Zosteraceae (vochovité)       |
|  |                               |
|  | Potamogetonaceae (rdestovité) |
|  |                               |

|  | Posidoniaceae (posidoniovité)                                              |
|  |                                                                            |
|  | \| \| Ruppiaceae (táhlicovité) \| \| \| \| \| \| Cymodoceaceae \| \| \| \| |
|  |                                                                            |
|  | Ruppiaceae (táhlicovité)                                                   |
|  |                                                                            |
|  | Cymodoceaceae                                                              |
|  |                                                                            |

|  | Ruppiaceae (táhlicovité) |
|  |                          |
|  | Cymodoceaceae            |
|  |                          |

|  | Zosteraceae (vochovité)       |
|  |                               |
|  | Potamogetonaceae (rdestovité) |
|  |                               |

|  | Posidoniaceae (posidoniovité)                                              |
|  |                                                                            |
|  | \| \| Ruppiaceae (táhlicovité) \| \| \| \| \| \| Cymodoceaceae \| \| \| \| |
|  |                                                                            |
|  | Ruppiaceae (táhlicovité)                                                   |
|  |                                                                            |
|  | Cymodoceaceae                                                              |
|  |                                                                            |

|  | Ruppiaceae (táhlicovité) |
|  |                          |
|  | Cymodoceaceae            |
|  |                          |

|  | Zosteraceae (vochovité)       |
|  |                               |
|  | Potamogetonaceae (rdestovité) |
|  |                               |

|  | Posidoniaceae (posidoniovité)                                              |
|  |                                                                            |
|  | \| \| Ruppiaceae (táhlicovité) \| \| \| \| \| \| Cymodoceaceae \| \| \| \| |
|  |                                                                            |
|  | Ruppiaceae (táhlicovité)                                                   |
|  |                                                                            |
|  | Cymodoceaceae                                                              |
|  |                                                                            |

|  | Ruppiaceae (táhlicovité) |
|  |                          |
|  | Cymodoceaceae            |
|  |                          |

|  | Zosteraceae (vochovité)       |
|  |                               |
|  | Potamogetonaceae (rdestovité) |
|  |                               |

|  | Posidoniaceae (posidoniovité)                                              |
|  |                                                                            |
|  | \| \| Ruppiaceae (táhlicovité) \| \| \| \| \| \| Cymodoceaceae \| \| \| \| |
|  |                                                                            |
|  | Ruppiaceae (táhlicovité)                                                   |
|  |                                                                            |
|  | Cymodoceaceae                                                              |
|  |                                                                            |

|  | Ruppiaceae (táhlicovité) |
|  |                          |
|  | Cymodoceaceae            |
|  |                          |

|  | Zosteraceae (vochovité)       |
|  |                               |
|  | Potamogetonaceae (rdestovité) |
|  |                               |

|  | Posidoniaceae (posidoniovité)                                              |
|  |                                                                            |
|  | \| \| Ruppiaceae (táhlicovité) \| \| \| \| \| \| Cymodoceaceae \| \| \| \| |
|  |                                                                            |
|  | Ruppiaceae (táhlicovité)                                                   |
|  |                                                                            |
|  | Cymodoceaceae                                                              |
|  |                                                                            |

|  | Ruppiaceae (táhlicovité) |
|  |                          |
|  | Cymodoceaceae            |
|  |                          |

|  | Zosteraceae (vochovité)       |
|  |                               |
|  | Potamogetonaceae (rdestovité) |
|  |                               |

|  | Posidoniaceae (posidoniovité)                                              |
|  |                                                                            |
|  | \| \| Ruppiaceae (táhlicovité) \| \| \| \| \| \| Cymodoceaceae \| \| \| \| |
|  |                                                                            |
|  | Ruppiaceae (táhlicovité)                                                   |
|  |                                                                            |
|  | Cymodoceaceae                                                              |
|  |                                                                            |

|  | Ruppiaceae (táhlicovité) |
|  |                          |
|  | Cymodoceaceae            |
|  |                          |

|  | Zosteraceae (vochovité)       |
|  |                               |
|  | Potamogetonaceae (rdestovité) |
|  |                               |

|  | \| \| Hydrocharitaceae (voďankovité) \| \| \| \| \| \| Butomaceae (šmelovité) \| \| \| \| |
|  |                                                                                           |
|  | Alismataceae (žabníkovité)                                                                |
|  |                                                                                           |
|  | Hydrocharitaceae (voďankovité)                                                            |
|  |                                                                                           |
|  | Butomaceae (šmelovité)                                                                    |
|  |                                                                                           |

|  | Hydrocharitaceae (voďankovité) |
|  |                                |
|  | Butomaceae (šmelovité)         |
|  |                                |

|  | Posidoniaceae (posidoniovité)                                              |
|  |                                                                            |
|  | \| \| Ruppiaceae (táhlicovité) \| \| \| \| \| \| Cymodoceaceae \| \| \| \| |
|  |                                                                            |
|  | Ruppiaceae (táhlicovité)                                                   |
|  |                                                                            |
|  | Cymodoceaceae                                                              |
|  |                                                                            |

|  | Ruppiaceae (táhlicovité) |
|  |                          |
|  | Cymodoceaceae            |
|  |                          |

|  | Zosteraceae (vochovité)       |
|  |                               |
|  | Potamogetonaceae (rdestovité) |
|  |                               |

|  | Posidoniaceae (posidoniovité)                                              |
|  |                                                                            |
|  | \| \| Ruppiaceae (táhlicovité) \| \| \| \| \| \| Cymodoceaceae \| \| \| \| |
|  |                                                                            |
|  | Ruppiaceae (táhlicovité)                                                   |
|  |                                                                            |
|  | Cymodoceaceae                                                              |
|  |                                                                            |

|  | Ruppiaceae (táhlicovité) |
|  |                          |
|  | Cymodoceaceae            |
|  |                          |

|  | Zosteraceae (vochovité)       |
|  |                               |
|  | Potamogetonaceae (rdestovité) |
|  |                               |

|  | Posidoniaceae (posidoniovité)                                              |
|  |                                                                            |
|  | \| \| Ruppiaceae (táhlicovité) \| \| \| \| \| \| Cymodoceaceae \| \| \| \| |
|  |                                                                            |
|  | Ruppiaceae (táhlicovité)                                                   |
|  |                                                                            |
|  | Cymodoceaceae                                                              |
|  |                                                                            |

|  | Ruppiaceae (táhlicovité) |
|  |                          |
|  | Cymodoceaceae            |
|  |                          |

|  | Zosteraceae (vochovité)       |
|  |                               |
|  | Potamogetonaceae (rdestovité) |
|  |                               |

|  | Posidoniaceae (posidoniovité)                                              |
|  |                                                                            |
|  | \| \| Ruppiaceae (táhlicovité) \| \| \| \| \| \| Cymodoceaceae \| \| \| \| |
|  |                                                                            |
|  | Ruppiaceae (táhlicovité)                                                   |
|  |                                                                            |
|  | Cymodoceaceae                                                              |
|  |                                                                            |

|  | Ruppiaceae (táhlicovité) |
|  |                          |
|  | Cymodoceaceae            |
|  |                          |

|  | Zosteraceae (vochovité)       |
|  |                               |
|  | Potamogetonaceae (rdestovité) |
|  |                               |

|  | Posidoniaceae (posidoniovité)                                              |
|  |                                                                            |
|  | \| \| Ruppiaceae (táhlicovité) \| \| \| \| \| \| Cymodoceaceae \| \| \| \| |
|  |                                                                            |
|  | Ruppiaceae (táhlicovité)                                                   |
|  |                                                                            |
|  | Cymodoceaceae                                                              |
|  |                                                                            |

|  | Ruppiaceae (táhlicovité) |
|  |                          |
|  | Cymodoceaceae            |
|  |                          |

|  | Zosteraceae (vochovité)       |
|  |                               |
|  | Potamogetonaceae (rdestovité) |
|  |                               |

|  | Posidoniaceae (posidoniovité)                                              |
|  |                                                                            |
|  | \| \| Ruppiaceae (táhlicovité) \| \| \| \| \| \| Cymodoceaceae \| \| \| \| |
|  |                                                                            |
|  | Ruppiaceae (táhlicovité)                                                   |
|  |                                                                            |
|  | Cymodoceaceae                                                              |
|  |                                                                            |

|  | Ruppiaceae (táhlicovité) |
|  |                          |
|  | Cymodoceaceae            |
|  |                          |

|  | Zosteraceae (vochovité)       |
|  |                               |
|  | Potamogetonaceae (rdestovité) |
|  |                               |

|  | Posidoniaceae (posidoniovité)                                              |
|  |                                                                            |
|  | \| \| Ruppiaceae (táhlicovité) \| \| \| \| \| \| Cymodoceaceae \| \| \| \| |
|  |                                                                            |
|  | Ruppiaceae (táhlicovité)                                                   |
|  |                                                                            |
|  | Cymodoceaceae                                                              |
|  |                                                                            |

|  | Ruppiaceae (táhlicovité) |
|  |                          |
|  | Cymodoceaceae            |
|  |                          |

|  | Zosteraceae (vochovité)       |
|  |                               |
|  | Potamogetonaceae (rdestovité) |
|  |                               |

|  | Posidoniaceae (posidoniovité)                                              |
|  |                                                                            |
|  | \| \| Ruppiaceae (táhlicovité) \| \| \| \| \| \| Cymodoceaceae \| \| \| \| |
|  |                                                                            |
|  | Ruppiaceae (táhlicovité)                                                   |
|  |                                                                            |
|  | Cymodoceaceae                                                              |
|  |                                                                            |

|  | Ruppiaceae (táhlicovité) |
|  |                          |
|  | Cymodoceaceae            |
|  |                          |

|  | Zosteraceae (vochovité)       |
|  |                               |
|  | Potamogetonaceae (rdestovité) |
|  |                               |

|  | Posidoniaceae (posidoniovité)                                              |
|  |                                                                            |
|  | \| \| Ruppiaceae (táhlicovité) \| \| \| \| \| \| Cymodoceaceae \| \| \| \| |
|  |                                                                            |
|  | Ruppiaceae (táhlicovité)                                                   |
|  |                                                                            |
|  | Cymodoceaceae                                                              |
|  |                                                                            |

|  | Ruppiaceae (táhlicovité) |
|  |                          |
|  | Cymodoceaceae            |
|  |                          |

|  | Zosteraceae (vochovité)       |
|  |                               |
|  | Potamogetonaceae (rdestovité) |
|  |                               |

|  | Posidoniaceae (posidoniovité)                                              |
|  |                                                                            |
|  | \| \| Ruppiaceae (táhlicovité) \| \| \| \| \| \| Cymodoceaceae \| \| \| \| |
|  |                                                                            |
|  | Ruppiaceae (táhlicovité)                                                   |
|  |                                                                            |
|  | Cymodoceaceae                                                              |
|  |                                                                            |

|  | Ruppiaceae (táhlicovité) |
|  |                          |
|  | Cymodoceaceae            |
|  |                          |

|  | Zosteraceae (vochovité)       |
|  |                               |
|  | Potamogetonaceae (rdestovité) |
|  |                               |

|  | Posidoniaceae (posidoniovité)                                              |
|  |                                                                            |
|  | \| \| Ruppiaceae (táhlicovité) \| \| \| \| \| \| Cymodoceaceae \| \| \| \| |
|  |                                                                            |
|  | Ruppiaceae (táhlicovité)                                                   |
|  |                                                                            |
|  | Cymodoceaceae                                                              |
|  |                                                                            |

|  | Ruppiaceae (táhlicovité) |
|  |                          |
|  | Cymodoceaceae            |
|  |                          |

|  | Zosteraceae (vochovité)       |
|  |                               |
|  | Potamogetonaceae (rdestovité) |
|  |                               |

|  | Posidoniaceae (posidoniovité)                                              |
|  |                                                                            |
|  | \| \| Ruppiaceae (táhlicovité) \| \| \| \| \| \| Cymodoceaceae \| \| \| \| |
|  |                                                                            |
|  | Ruppiaceae (táhlicovité)                                                   |
|  |                                                                            |
|  | Cymodoceaceae                                                              |
|  |                                                                            |

|  | Ruppiaceae (táhlicovité) |
|  |                          |
|  | Cymodoceaceae            |
|  |                          |

|  | Zosteraceae (vochovité)       |
|  |                               |
|  | Potamogetonaceae (rdestovité) |
|  |                               |

|  | Posidoniaceae (posidoniovité)                                              |
|  |                                                                            |
|  | \| \| Ruppiaceae (táhlicovité) \| \| \| \| \| \| Cymodoceaceae \| \| \| \| |
|  |                                                                            |
|  | Ruppiaceae (táhlicovité)                                                   |
|  |                                                                            |
|  | Cymodoceaceae                                                              |
|  |                                                                            |

|  | Ruppiaceae (táhlicovité) |
|  |                          |
|  | Cymodoceaceae            |
|  |                          |

|  | Zosteraceae (vochovité)       |
|  |                               |
|  | Potamogetonaceae (rdestovité) |
|  |                               |

|  | Posidoniaceae (posidoniovité)                                              |
|  |                                                                            |
|  | \| \| Ruppiaceae (táhlicovité) \| \| \| \| \| \| Cymodoceaceae \| \| \| \| |
|  |                                                                            |
|  | Ruppiaceae (táhlicovité)                                                   |
|  |                                                                            |
|  | Cymodoceaceae                                                              |
|  |                                                                            |

|  | Ruppiaceae (táhlicovité) |
|  |                          |
|  | Cymodoceaceae            |
|  |                          |

|  | Zosteraceae (vochovité)       |
|  |                               |
|  | Potamogetonaceae (rdestovité) |
|  |                               |

|  | Posidoniaceae (posidoniovité)                                              |
|  |                                                                            |
|  | \| \| Ruppiaceae (táhlicovité) \| \| \| \| \| \| Cymodoceaceae \| \| \| \| |
|  |                                                                            |
|  | Ruppiaceae (táhlicovité)                                                   |
|  |                                                                            |
|  | Cymodoceaceae                                                              |
|  |                                                                            |

|  | Ruppiaceae (táhlicovité) |
|  |                          |
|  | Cymodoceaceae            |
|  |                          |

|  | Zosteraceae (vochovité)       |
|  |                               |
|  | Potamogetonaceae (rdestovité) |
|  |                               |

|  | Posidoniaceae (posidoniovité)                                              |
|  |                                                                            |
|  | \| \| Ruppiaceae (táhlicovité) \| \| \| \| \| \| Cymodoceaceae \| \| \| \| |
|  |                                                                            |
|  | Ruppiaceae (táhlicovité)                                                   |
|  |                                                                            |
|  | Cymodoceaceae                                                              |
|  |                                                                            |

|  | Ruppiaceae (táhlicovité) |
|  |                          |
|  | Cymodoceaceae            |
|  |                          |

|  | Zosteraceae (vochovité)       |
|  |                               |
|  | Potamogetonaceae (rdestovité) |
|  |                               |

|  | Posidoniaceae (posidoniovité)                                              |
|  |                                                                            |
|  | \| \| Ruppiaceae (táhlicovité) \| \| \| \| \| \| Cymodoceaceae \| \| \| \| |
|  |                                                                            |
|  | Ruppiaceae (táhlicovité)                                                   |
|  |                                                                            |
|  | Cymodoceaceae                                                              |
|  |                                                                            |

|  | Ruppiaceae (táhlicovité) |
|  |                          |
|  | Cymodoceaceae            |
|  |                          |

|  | Zosteraceae (vochovité)       |
|  |                               |
|  | Potamogetonaceae (rdestovité) |
|  |                               |

|  | Posidoniaceae (posidoniovité)                                              |
|  |                                                                            |
|  | \| \| Ruppiaceae (táhlicovité) \| \| \| \| \| \| Cymodoceaceae \| \| \| \| |
|  |                                                                            |
|  | Ruppiaceae (táhlicovité)                                                   |
|  |                                                                            |
|  | Cymodoceaceae                                                              |
|  |                                                                            |

|  | Ruppiaceae (táhlicovité) |
|  |                          |
|  | Cymodoceaceae            |
|  |                          |

|  | Zosteraceae (vochovité)       |
|  |                               |
|  | Potamogetonaceae (rdestovité) |
|  |                               |

|  | Posidoniaceae (posidoniovité)                                              |
|  |                                                                            |
|  | \| \| Ruppiaceae (táhlicovité) \| \| \| \| \| \| Cymodoceaceae \| \| \| \| |
|  |                                                                            |
|  | Ruppiaceae (táhlicovité)                                                   |
|  |                                                                            |
|  | Cymodoceaceae                                                              |
|  |                                                                            |

|  | Ruppiaceae (táhlicovité) |
|  |                          |
|  | Cymodoceaceae            |
|  |                          |

|  | Zosteraceae (vochovité)       |
|  |                               |
|  | Potamogetonaceae (rdestovité) |
|  |                               |

|  | Posidoniaceae (posidoniovité)                                              |
|  |                                                                            |
|  | \| \| Ruppiaceae (táhlicovité) \| \| \| \| \| \| Cymodoceaceae \| \| \| \| |
|  |                                                                            |
|  | Ruppiaceae (táhlicovité)                                                   |
|  |                                                                            |
|  | Cymodoceaceae                                                              |
|  |                                                                            |

|  | Ruppiaceae (táhlicovité) |
|  |                          |
|  | Cymodoceaceae            |
|  |                          |

|  | Zosteraceae (vochovité)       |
|  |                               |
|  | Potamogetonaceae (rdestovité) |
|  |                               |

|  | Posidoniaceae (posidoniovité)                                              |
|  |                                                                            |
|  | \| \| Ruppiaceae (táhlicovité) \| \| \| \| \| \| Cymodoceaceae \| \| \| \| |
|  |                                                                            |
|  | Ruppiaceae (táhlicovité)                                                   |
|  |                                                                            |
|  | Cymodoceaceae                                                              |
|  |                                                                            |

|  | Ruppiaceae (táhlicovité) |
|  |                          |
|  | Cymodoceaceae            |
|  |                          |

|  | Zosteraceae (vochovité)       |
|  |                               |
|  | Potamogetonaceae (rdestovité) |
|  |                               |

|  | Posidoniaceae (posidoniovité)                                              |
|  |                                                                            |
|  | \| \| Ruppiaceae (táhlicovité) \| \| \| \| \| \| Cymodoceaceae \| \| \| \| |
|  |                                                                            |
|  | Ruppiaceae (táhlicovité)                                                   |
|  |                                                                            |
|  | Cymodoceaceae                                                              |
|  |                                                                            |

|  | Ruppiaceae (táhlicovité) |
|  |                          |
|  | Cymodoceaceae            |
|  |                          |

|  | Zosteraceae (vochovité)       |
|  |                               |
|  | Potamogetonaceae (rdestovité) |
|  |                               |

|  | Posidoniaceae (posidoniovité)                                              |
|  |                                                                            |
|  | \| \| Ruppiaceae (táhlicovité) \| \| \| \| \| \| Cymodoceaceae \| \| \| \| |
|  |                                                                            |
|  | Ruppiaceae (táhlicovité)                                                   |
|  |                                                                            |
|  | Cymodoceaceae                                                              |
|  |                                                                            |

|  | Ruppiaceae (táhlicovité) |
|  |                          |
|  | Cymodoceaceae            |
|  |                          |

|  | Zosteraceae (vochovité)       |
|  |                               |
|  | Potamogetonaceae (rdestovité) |
|  |                               |

|  | Posidoniaceae (posidoniovité)                                              |
|  |                                                                            |
|  | \| \| Ruppiaceae (táhlicovité) \| \| \| \| \| \| Cymodoceaceae \| \| \| \| |
|  |                                                                            |
|  | Ruppiaceae (táhlicovité)                                                   |
|  |                                                                            |
|  | Cymodoceaceae                                                              |
|  |                                                                            |

|  | Ruppiaceae (táhlicovité) |
|  |                          |
|  | Cymodoceaceae            |
|  |                          |

|  | Zosteraceae (vochovité)       |
|  |                               |
|  | Potamogetonaceae (rdestovité) |
|  |                               |

|  | Posidoniaceae (posidoniovité)                                              |
|  |                                                                            |
|  | \| \| Ruppiaceae (táhlicovité) \| \| \| \| \| \| Cymodoceaceae \| \| \| \| |
|  |                                                                            |
|  | Ruppiaceae (táhlicovité)                                                   |
|  |                                                                            |
|  | Cymodoceaceae                                                              |
|  |                                                                            |

|  | Ruppiaceae (táhlicovité) |
|  |                          |
|  | Cymodoceaceae            |
|  |                          |

|  | Zosteraceae (vochovité)       |
|  |                               |
|  | Potamogetonaceae (rdestovité) |
|  |                               |

|  | Posidoniaceae (posidoniovité)                                              |
|  |                                                                            |
|  | \| \| Ruppiaceae (táhlicovité) \| \| \| \| \| \| Cymodoceaceae \| \| \| \| |
|  |                                                                            |
|  | Ruppiaceae (táhlicovité)                                                   |
|  |                                                                            |
|  | Cymodoceaceae                                                              |
|  |                                                                            |

|  | Ruppiaceae (táhlicovité) |
|  |                          |
|  | Cymodoceaceae            |
|  |                          |

|  | Zosteraceae (vochovité)       |
|  |                               |
|  | Potamogetonaceae (rdestovité) |
|  |                               |

|  | Posidoniaceae (posidoniovité)                                              |
|  |                                                                            |
|  | \| \| Ruppiaceae (táhlicovité) \| \| \| \| \| \| Cymodoceaceae \| \| \| \| |
|  |                                                                            |
|  | Ruppiaceae (táhlicovité)                                                   |
|  |                                                                            |
|  | Cymodoceaceae                                                              |
|  |                                                                            |

|  | Ruppiaceae (táhlicovité) |
|  |                          |
|  | Cymodoceaceae            |
|  |                          |

|  | Zosteraceae (vochovité)       |
|  |                               |
|  | Potamogetonaceae (rdestovité) |
|  |                               |

|  | Posidoniaceae (posidoniovité)                                              |
|  |                                                                            |
|  | \| \| Ruppiaceae (táhlicovité) \| \| \| \| \| \| Cymodoceaceae \| \| \| \| |
|  |                                                                            |
|  | Ruppiaceae (táhlicovité)                                                   |
|  |                                                                            |
|  | Cymodoceaceae                                                              |
|  |                                                                            |

|  | Ruppiaceae (táhlicovité) |
|  |                          |
|  | Cymodoceaceae            |
|  |                          |

|  | Zosteraceae (vochovité)       |
|  |                               |
|  | Potamogetonaceae (rdestovité) |
|  |                               |

|  | Posidoniaceae (posidoniovité)                                              |
|  |                                                                            |
|  | \| \| Ruppiaceae (táhlicovité) \| \| \| \| \| \| Cymodoceaceae \| \| \| \| |
|  |                                                                            |
|  | Ruppiaceae (táhlicovité)                                                   |
|  |                                                                            |
|  | Cymodoceaceae                                                              |
|  |                                                                            |

|  | Ruppiaceae (táhlicovité) |
|  |                          |
|  | Cymodoceaceae            |
|  |                          |

|  | Zosteraceae (vochovité)       |
|  |                               |
|  | Potamogetonaceae (rdestovité) |
|  |                               |

|  | Posidoniaceae (posidoniovité)                                              |
|  |                                                                            |
|  | \| \| Ruppiaceae (táhlicovité) \| \| \| \| \| \| Cymodoceaceae \| \| \| \| |
|  |                                                                            |
|  | Ruppiaceae (táhlicovité)                                                   |
|  |                                                                            |
|  | Cymodoceaceae                                                              |
|  |                                                                            |

|  | Ruppiaceae (táhlicovité) |
|  |                          |
|  | Cymodoceaceae            |
|  |                          |

|  | Zosteraceae (vochovité)       |
|  |                               |
|  | Potamogetonaceae (rdestovité) |
|  |                               |

|  | Posidoniaceae (posidoniovité)                                              |
|  |                                                                            |
|  | \| \| Ruppiaceae (táhlicovité) \| \| \| \| \| \| Cymodoceaceae \| \| \| \| |
|  |                                                                            |
|  | Ruppiaceae (táhlicovité)                                                   |
|  |                                                                            |
|  | Cymodoceaceae                                                              |
|  |                                                                            |

|  | Ruppiaceae (táhlicovité) |
|  |                          |
|  | Cymodoceaceae            |
|  |                          |

|  | Zosteraceae (vochovité)       |
|  |                               |
|  | Potamogetonaceae (rdestovité) |
|  |                               |

|  | Posidoniaceae (posidoniovité)                                              |
|  |                                                                            |
|  | \| \| Ruppiaceae (táhlicovité) \| \| \| \| \| \| Cymodoceaceae \| \| \| \| |
|  |                                                                            |
|  | Ruppiaceae (táhlicovité)                                                   |
|  |                                                                            |
|  | Cymodoceaceae                                                              |
|  |                                                                            |

|  | Ruppiaceae (táhlicovité) |
|  |                          |
|  | Cymodoceaceae            |
|  |                          |

|  | Zosteraceae (vochovité)       |
|  |                               |
|  | Potamogetonaceae (rdestovité) |
|  |                               |

|  | \| \| Hydrocharitaceae (voďankovité) \| \| \| \| \| \| Butomaceae (šmelovité) \| \| \| \| |
|  |                                                                                           |
|  | Alismataceae (žabníkovité)                                                                |
|  |                                                                                           |
|  | Hydrocharitaceae (voďankovité)                                                            |
|  |                                                                                           |
|  | Butomaceae (šmelovité)                                                                    |
|  |                                                                                           |

|  | Hydrocharitaceae (voďankovité) |
|  |                                |
|  | Butomaceae (šmelovité)         |
|  |                                |

|  | Posidoniaceae (posidoniovité)                                              |
|  |                                                                            |
|  | \| \| Ruppiaceae (táhlicovité) \| \| \| \| \| \| Cymodoceaceae \| \| \| \| |
|  |                                                                            |
|  | Ruppiaceae (táhlicovité)                                                   |
|  |                                                                            |
|  | Cymodoceaceae                                                              |
|  |                                                                            |

|  | Ruppiaceae (táhlicovité) |
|  |                          |
|  | Cymodoceaceae            |
|  |                          |

|  | Zosteraceae (vochovité)       |
|  |                               |
|  | Potamogetonaceae (rdestovité) |
|  |                               |

|  | Posidoniaceae (posidoniovité)                                              |
|  |                                                                            |
|  | \| \| Ruppiaceae (táhlicovité) \| \| \| \| \| \| Cymodoceaceae \| \| \| \| |
|  |                                                                            |
|  | Ruppiaceae (táhlicovité)                                                   |
|  |                                                                            |
|  | Cymodoceaceae                                                              |
|  |                                                                            |

|  | Ruppiaceae (táhlicovité) |
|  |                          |
|  | Cymodoceaceae            |
|  |                          |

|  | Zosteraceae (vochovité)       |
|  |                               |
|  | Potamogetonaceae (rdestovité) |
|  |                               |

|  | Posidoniaceae (posidoniovité)                                              |
|  |                                                                            |
|  | \| \| Ruppiaceae (táhlicovité) \| \| \| \| \| \| Cymodoceaceae \| \| \| \| |
|  |                                                                            |
|  | Ruppiaceae (táhlicovité)                                                   |
|  |                                                                            |
|  | Cymodoceaceae                                                              |
|  |                                                                            |

|  | Ruppiaceae (táhlicovité) |
|  |                          |
|  | Cymodoceaceae            |
|  |                          |

|  | Zosteraceae (vochovité)       |
|  |                               |
|  | Potamogetonaceae (rdestovité) |
|  |                               |

|  | Posidoniaceae (posidoniovité)                                              |
|  |                                                                            |
|  | \| \| Ruppiaceae (táhlicovité) \| \| \| \| \| \| Cymodoceaceae \| \| \| \| |
|  |                                                                            |
|  | Ruppiaceae (táhlicovité)                                                   |
|  |                                                                            |
|  | Cymodoceaceae                                                              |
|  |                                                                            |

|  | Ruppiaceae (táhlicovité) |
|  |                          |
|  | Cymodoceaceae            |
|  |                          |

|  | Zosteraceae (vochovité)       |
|  |                               |
|  | Potamogetonaceae (rdestovité) |
|  |                               |

|  | Posidoniaceae (posidoniovité)                                              |
|  |                                                                            |
|  | \| \| Ruppiaceae (táhlicovité) \| \| \| \| \| \| Cymodoceaceae \| \| \| \| |
|  |                                                                            |
|  | Ruppiaceae (táhlicovité)                                                   |
|  |                                                                            |
|  | Cymodoceaceae                                                              |
|  |                                                                            |

|  | Ruppiaceae (táhlicovité) |
|  |                          |
|  | Cymodoceaceae            |
|  |                          |

|  | Zosteraceae (vochovité)       |
|  |                               |
|  | Potamogetonaceae (rdestovité) |
|  |                               |

|  | Posidoniaceae (posidoniovité)                                              |
|  |                                                                            |
|  | \| \| Ruppiaceae (táhlicovité) \| \| \| \| \| \| Cymodoceaceae \| \| \| \| |
|  |                                                                            |
|  | Ruppiaceae (táhlicovité)                                                   |
|  |                                                                            |
|  | Cymodoceaceae                                                              |
|  |                                                                            |

|  | Ruppiaceae (táhlicovité) |
|  |                          |
|  | Cymodoceaceae            |
|  |                          |

|  | Zosteraceae (vochovité)       |
|  |                               |
|  | Potamogetonaceae (rdestovité) |
|  |                               |

|  | Posidoniaceae (posidoniovité)                                              |
|  |                                                                            |
|  | \| \| Ruppiaceae (táhlicovité) \| \| \| \| \| \| Cymodoceaceae \| \| \| \| |
|  |                                                                            |
|  | Ruppiaceae (táhlicovité)                                                   |
|  |                                                                            |
|  | Cymodoceaceae                                                              |
|  |                                                                            |

|  | Ruppiaceae (táhlicovité) |
|  |                          |
|  | Cymodoceaceae            |
|  |                          |

|  | Zosteraceae (vochovité)       |
|  |                               |
|  | Potamogetonaceae (rdestovité) |
|  |                               |

|  | Posidoniaceae (posidoniovité)                                              |
|  |                                                                            |
|  | \| \| Ruppiaceae (táhlicovité) \| \| \| \| \| \| Cymodoceaceae \| \| \| \| |
|  |                                                                            |
|  | Ruppiaceae (táhlicovité)                                                   |
|  |                                                                            |
|  | Cymodoceaceae                                                              |
|  |                                                                            |

|  | Ruppiaceae (táhlicovité) |
|  |                          |
|  | Cymodoceaceae            |
|  |                          |

|  | Zosteraceae (vochovité)       |
|  |                               |
|  | Potamogetonaceae (rdestovité) |
|  |                               |

|  | Posidoniaceae (posidoniovité)                                              |
|  |                                                                            |
|  | \| \| Ruppiaceae (táhlicovité) \| \| \| \| \| \| Cymodoceaceae \| \| \| \| |
|  |                                                                            |
|  | Ruppiaceae (táhlicovité)                                                   |
|  |                                                                            |
|  | Cymodoceaceae                                                              |
|  |                                                                            |

|  | Ruppiaceae (táhlicovité) |
|  |                          |
|  | Cymodoceaceae            |
|  |                          |

|  | Zosteraceae (vochovité)       |
|  |                               |
|  | Potamogetonaceae (rdestovité) |
|  |                               |

|  | Posidoniaceae (posidoniovité)                                              |
|  |                                                                            |
|  | \| \| Ruppiaceae (táhlicovité) \| \| \| \| \| \| Cymodoceaceae \| \| \| \| |
|  |                                                                            |
|  | Ruppiaceae (táhlicovité)                                                   |
|  |                                                                            |
|  | Cymodoceaceae                                                              |
|  |                                                                            |

|  | Ruppiaceae (táhlicovité) |
|  |                          |
|  | Cymodoceaceae            |
|  |                          |

|  | Zosteraceae (vochovité)       |
|  |                               |
|  | Potamogetonaceae (rdestovité) |
|  |                               |

|  | Posidoniaceae (posidoniovité)                                              |
|  |                                                                            |
|  | \| \| Ruppiaceae (táhlicovité) \| \| \| \| \| \| Cymodoceaceae \| \| \| \| |
|  |                                                                            |
|  | Ruppiaceae (táhlicovité)                                                   |
|  |                                                                            |
|  | Cymodoceaceae                                                              |
|  |                                                                            |

|  | Ruppiaceae (táhlicovité) |
|  |                          |
|  | Cymodoceaceae            |
|  |                          |

|  | Zosteraceae (vochovité)       |
|  |                               |
|  | Potamogetonaceae (rdestovité) |
|  |                               |

|  | Posidoniaceae (posidoniovité)                                              |
|  |                                                                            |
|  | \| \| Ruppiaceae (táhlicovité) \| \| \| \| \| \| Cymodoceaceae \| \| \| \| |
|  |                                                                            |
|  | Ruppiaceae (táhlicovité)                                                   |
|  |                                                                            |
|  | Cymodoceaceae                                                              |
|  |                                                                            |

|  | Ruppiaceae (táhlicovité) |
|  |                          |
|  | Cymodoceaceae            |
|  |                          |

|  | Zosteraceae (vochovité)       |
|  |                               |
|  | Potamogetonaceae (rdestovité) |
|  |                               |

|  | Posidoniaceae (posidoniovité)                                              |
|  |                                                                            |
|  | \| \| Ruppiaceae (táhlicovité) \| \| \| \| \| \| Cymodoceaceae \| \| \| \| |
|  |                                                                            |
|  | Ruppiaceae (táhlicovité)                                                   |
|  |                                                                            |
|  | Cymodoceaceae                                                              |
|  |                                                                            |

|  | Ruppiaceae (táhlicovité) |
|  |                          |
|  | Cymodoceaceae            |
|  |                          |

|  | Zosteraceae (vochovité)       |
|  |                               |
|  | Potamogetonaceae (rdestovité) |
|  |                               |

|  | Posidoniaceae (posidoniovité)                                              |
|  |                                                                            |
|  | \| \| Ruppiaceae (táhlicovité) \| \| \| \| \| \| Cymodoceaceae \| \| \| \| |
|  |                                                                            |
|  | Ruppiaceae (táhlicovité)                                                   |
|  |                                                                            |
|  | Cymodoceaceae                                                              |
|  |                                                                            |

|  | Ruppiaceae (táhlicovité) |
|  |                          |
|  | Cymodoceaceae            |
|  |                          |

|  | Zosteraceae (vochovité)       |
|  |                               |
|  | Potamogetonaceae (rdestovité) |
|  |                               |

|  | Posidoniaceae (posidoniovité)                                              |
|  |                                                                            |
|  | \| \| Ruppiaceae (táhlicovité) \| \| \| \| \| \| Cymodoceaceae \| \| \| \| |
|  |                                                                            |
|  | Ruppiaceae (táhlicovité)                                                   |
|  |                                                                            |
|  | Cymodoceaceae                                                              |
|  |                                                                            |

|  | Ruppiaceae (táhlicovité) |
|  |                          |
|  | Cymodoceaceae            |
|  |                          |

|  | Zosteraceae (vochovité)       |
|  |                               |
|  | Potamogetonaceae (rdestovité) |
|  |                               |

|  | Posidoniaceae (posidoniovité)                                              |
|  |                                                                            |
|  | \| \| Ruppiaceae (táhlicovité) \| \| \| \| \| \| Cymodoceaceae \| \| \| \| |
|  |                                                                            |
|  | Ruppiaceae (táhlicovité)                                                   |
|  |                                                                            |
|  | Cymodoceaceae                                                              |
|  |                                                                            |

|  | Ruppiaceae (táhlicovité) |
|  |                          |
|  | Cymodoceaceae            |
|  |                          |

|  | Zosteraceae (vochovité)       |
|  |                               |
|  | Potamogetonaceae (rdestovité) |
|  |                               |

|  | Posidoniaceae (posidoniovité)                                              |
|  |                                                                            |
|  | \| \| Ruppiaceae (táhlicovité) \| \| \| \| \| \| Cymodoceaceae \| \| \| \| |
|  |                                                                            |
|  | Ruppiaceae (táhlicovité)                                                   |
|  |                                                                            |
|  | Cymodoceaceae                                                              |
|  |                                                                            |

|  | Ruppiaceae (táhlicovité) |
|  |                          |
|  | Cymodoceaceae            |
|  |                          |

|  | Zosteraceae (vochovité)       |
|  |                               |
|  | Potamogetonaceae (rdestovité) |
|  |                               |

|  | Posidoniaceae (posidoniovité)                                              |
|  |                                                                            |
|  | \| \| Ruppiaceae (táhlicovité) \| \| \| \| \| \| Cymodoceaceae \| \| \| \| |
|  |                                                                            |
|  | Ruppiaceae (táhlicovité)                                                   |
|  |                                                                            |
|  | Cymodoceaceae                                                              |
|  |                                                                            |

|  | Ruppiaceae (táhlicovité) |
|  |                          |
|  | Cymodoceaceae            |
|  |                          |

|  | Zosteraceae (vochovité)       |
|  |                               |
|  | Potamogetonaceae (rdestovité) |
|  |                               |

|  | Posidoniaceae (posidoniovité)                                              |
|  |                                                                            |
|  | \| \| Ruppiaceae (táhlicovité) \| \| \| \| \| \| Cymodoceaceae \| \| \| \| |
|  |                                                                            |
|  | Ruppiaceae (táhlicovité)                                                   |
|  |                                                                            |
|  | Cymodoceaceae                                                              |
|  |                                                                            |

|  | Ruppiaceae (táhlicovité) |
|  |                          |
|  | Cymodoceaceae            |
|  |                          |

|  | Zosteraceae (vochovité)       |
|  |                               |
|  | Potamogetonaceae (rdestovité) |
|  |                               |

|  | Posidoniaceae (posidoniovité)                                              |
|  |                                                                            |
|  | \| \| Ruppiaceae (táhlicovité) \| \| \| \| \| \| Cymodoceaceae \| \| \| \| |
|  |                                                                            |
|  | Ruppiaceae (táhlicovité)                                                   |
|  |                                                                            |
|  | Cymodoceaceae                                                              |
|  |                                                                            |

|  | Ruppiaceae (táhlicovité) |
|  |                          |
|  | Cymodoceaceae            |
|  |                          |

|  | Zosteraceae (vochovité)       |
|  |                               |
|  | Potamogetonaceae (rdestovité) |
|  |                               |

|  | Posidoniaceae (posidoniovité)                                              |
|  |                                                                            |
|  | \| \| Ruppiaceae (táhlicovité) \| \| \| \| \| \| Cymodoceaceae \| \| \| \| |
|  |                                                                            |
|  | Ruppiaceae (táhlicovité)                                                   |
|  |                                                                            |
|  | Cymodoceaceae                                                              |
|  |                                                                            |

|  | Ruppiaceae (táhlicovité) |
|  |                          |
|  | Cymodoceaceae            |
|  |                          |

|  | Zosteraceae (vochovité)       |
|  |                               |
|  | Potamogetonaceae (rdestovité) |
|  |                               |

|  | Posidoniaceae (posidoniovité)                                              |
|  |                                                                            |
|  | \| \| Ruppiaceae (táhlicovité) \| \| \| \| \| \| Cymodoceaceae \| \| \| \| |
|  |                                                                            |
|  | Ruppiaceae (táhlicovité)                                                   |
|  |                                                                            |
|  | Cymodoceaceae                                                              |
|  |                                                                            |

|  | Ruppiaceae (táhlicovité) |
|  |                          |
|  | Cymodoceaceae            |
|  |                          |

|  | Zosteraceae (vochovité)       |
|  |                               |
|  | Potamogetonaceae (rdestovité) |
|  |                               |

|  | Posidoniaceae (posidoniovité)                                              |
|  |                                                                            |
|  | \| \| Ruppiaceae (táhlicovité) \| \| \| \| \| \| Cymodoceaceae \| \| \| \| |
|  |                                                                            |
|  | Ruppiaceae (táhlicovité)                                                   |
|  |                                                                            |
|  | Cymodoceaceae                                                              |
|  |                                                                            |

|  | Ruppiaceae (táhlicovité) |
|  |                          |
|  | Cymodoceaceae            |
|  |                          |

|  | Zosteraceae (vochovité)       |
|  |                               |
|  | Potamogetonaceae (rdestovité) |
|  |                               |

|  | Posidoniaceae (posidoniovité)                                              |
|  |                                                                            |
|  | \| \| Ruppiaceae (táhlicovité) \| \| \| \| \| \| Cymodoceaceae \| \| \| \| |
|  |                                                                            |
|  | Ruppiaceae (táhlicovité)                                                   |
|  |                                                                            |
|  | Cymodoceaceae                                                              |
|  |                                                                            |

|  | Ruppiaceae (táhlicovité) |
|  |                          |
|  | Cymodoceaceae            |
|  |                          |

|  | Zosteraceae (vochovité)       |
|  |                               |
|  | Potamogetonaceae (rdestovité) |
|  |                               |

|  | Posidoniaceae (posidoniovité)                                              |
|  |                                                                            |
|  | \| \| Ruppiaceae (táhlicovité) \| \| \| \| \| \| Cymodoceaceae \| \| \| \| |
|  |                                                                            |
|  | Ruppiaceae (táhlicovité)                                                   |
|  |                                                                            |
|  | Cymodoceaceae                                                              |
|  |                                                                            |

|  | Ruppiaceae (táhlicovité) |
|  |                          |
|  | Cymodoceaceae            |
|  |                          |

|  | Zosteraceae (vochovité)       |
|  |                               |
|  | Potamogetonaceae (rdestovité) |
|  |                               |

|  | Posidoniaceae (posidoniovité)                                              |
|  |                                                                            |
|  | \| \| Ruppiaceae (táhlicovité) \| \| \| \| \| \| Cymodoceaceae \| \| \| \| |
|  |                                                                            |
|  | Ruppiaceae (táhlicovité)                                                   |
|  |                                                                            |
|  | Cymodoceaceae                                                              |
|  |                                                                            |

|  | Ruppiaceae (táhlicovité) |
|  |                          |
|  | Cymodoceaceae            |
|  |                          |

|  | Zosteraceae (vochovité)       |
|  |                               |
|  | Potamogetonaceae (rdestovité) |
|  |                               |

|  | Posidoniaceae (posidoniovité)                                              |
|  |                                                                            |
|  | \| \| Ruppiaceae (táhlicovité) \| \| \| \| \| \| Cymodoceaceae \| \| \| \| |
|  |                                                                            |
|  | Ruppiaceae (táhlicovité)                                                   |
|  |                                                                            |
|  | Cymodoceaceae                                                              |
|  |                                                                            |

|  | Ruppiaceae (táhlicovité) |
|  |                          |
|  | Cymodoceaceae            |
|  |                          |

|  | Zosteraceae (vochovité)       |
|  |                               |
|  | Potamogetonaceae (rdestovité) |
|  |                               |

|  | Posidoniaceae (posidoniovité)                                              |
|  |                                                                            |
|  | \| \| Ruppiaceae (táhlicovité) \| \| \| \| \| \| Cymodoceaceae \| \| \| \| |
|  |                                                                            |
|  | Ruppiaceae (táhlicovité)                                                   |
|  |                                                                            |
|  | Cymodoceaceae                                                              |
|  |                                                                            |

|  | Ruppiaceae (táhlicovité) |
|  |                          |
|  | Cymodoceaceae            |
|  |                          |

|  | Zosteraceae (vochovité)       |
|  |                               |
|  | Potamogetonaceae (rdestovité) |
|  |                               |

|  | Posidoniaceae (posidoniovité)                                              |
|  |                                                                            |
|  | \| \| Ruppiaceae (táhlicovité) \| \| \| \| \| \| Cymodoceaceae \| \| \| \| |
|  |                                                                            |
|  | Ruppiaceae (táhlicovité)                                                   |
|  |                                                                            |
|  | Cymodoceaceae                                                              |
|  |                                                                            |

|  | Ruppiaceae (táhlicovité) |
|  |                          |
|  | Cymodoceaceae            |
|  |                          |

|  | Zosteraceae (vochovité)       |
|  |                               |
|  | Potamogetonaceae (rdestovité) |
|  |                               |

|  | Posidoniaceae (posidoniovité)                                              |
|  |                                                                            |
|  | \| \| Ruppiaceae (táhlicovité) \| \| \| \| \| \| Cymodoceaceae \| \| \| \| |
|  |                                                                            |
|  | Ruppiaceae (táhlicovité)                                                   |
|  |                                                                            |
|  | Cymodoceaceae                                                              |
|  |                                                                            |

|  | Ruppiaceae (táhlicovité) |
|  |                          |
|  | Cymodoceaceae            |
|  |                          |

|  | Zosteraceae (vochovité)       |
|  |                               |
|  | Potamogetonaceae (rdestovité) |
|  |                               |

|  | Posidoniaceae (posidoniovité)                                              |
|  |                                                                            |
|  | \| \| Ruppiaceae (táhlicovité) \| \| \| \| \| \| Cymodoceaceae \| \| \| \| |
|  |                                                                            |
|  | Ruppiaceae (táhlicovité)                                                   |
|  |                                                                            |
|  | Cymodoceaceae                                                              |
|  |                                                                            |

|  | Ruppiaceae (táhlicovité) |
|  |                          |
|  | Cymodoceaceae            |
|  |                          |

|  | Zosteraceae (vochovité)       |
|  |                               |
|  | Potamogetonaceae (rdestovité) |
|  |                               |

|  | Posidoniaceae (posidoniovité)                                              |
|  |                                                                            |
|  | \| \| Ruppiaceae (táhlicovité) \| \| \| \| \| \| Cymodoceaceae \| \| \| \| |
|  |                                                                            |
|  | Ruppiaceae (táhlicovité)                                                   |
|  |                                                                            |
|  | Cymodoceaceae                                                              |
|  |                                                                            |

|  | Ruppiaceae (táhlicovité) |
|  |                          |
|  | Cymodoceaceae            |
|  |                          |

|  | Zosteraceae (vochovité)       |
|  |                               |
|  | Potamogetonaceae (rdestovité) |
|  |                               |

|  | \| \| Hydrocharitaceae (voďankovité) \| \| \| \| \| \| Butomaceae (šmelovité) \| \| \| \| |
|  |                                                                                           |
|  | Alismataceae (žabníkovité)                                                                |
|  |                                                                                           |
|  | Hydrocharitaceae (voďankovité)                                                            |
|  |                                                                                           |
|  | Butomaceae (šmelovité)                                                                    |
|  |                                                                                           |

|  | Hydrocharitaceae (voďankovité) |
|  |                                |
|  | Butomaceae (šmelovité)         |
|  |                                |

|  | Posidoniaceae (posidoniovité)                                              |
|  |                                                                            |
|  | \| \| Ruppiaceae (táhlicovité) \| \| \| \| \| \| Cymodoceaceae \| \| \| \| |
|  |                                                                            |
|  | Ruppiaceae (táhlicovité)                                                   |
|  |                                                                            |
|  | Cymodoceaceae                                                              |
|  |                                                                            |

|  | Ruppiaceae (táhlicovité) |
|  |                          |
|  | Cymodoceaceae            |
|  |                          |

|  | Zosteraceae (vochovité)       |
|  |                               |
|  | Potamogetonaceae (rdestovité) |
|  |                               |

|  | Posidoniaceae (posidoniovité)                                              |
|  |                                                                            |
|  | \| \| Ruppiaceae (táhlicovité) \| \| \| \| \| \| Cymodoceaceae \| \| \| \| |
|  |                                                                            |
|  | Ruppiaceae (táhlicovité)                                                   |
|  |                                                                            |
|  | Cymodoceaceae                                                              |
|  |                                                                            |

|  | Ruppiaceae (táhlicovité) |
|  |                          |
|  | Cymodoceaceae            |
|  |                          |

|  | Zosteraceae (vochovité)       |
|  |                               |
|  | Potamogetonaceae (rdestovité) |
|  |                               |

|  | Posidoniaceae (posidoniovité)                                              |
|  |                                                                            |
|  | \| \| Ruppiaceae (táhlicovité) \| \| \| \| \| \| Cymodoceaceae \| \| \| \| |
|  |                                                                            |
|  | Ruppiaceae (táhlicovité)                                                   |
|  |                                                                            |
|  | Cymodoceaceae                                                              |
|  |                                                                            |

|  | Ruppiaceae (táhlicovité) |
|  |                          |
|  | Cymodoceaceae            |
|  |                          |

|  | Zosteraceae (vochovité)       |
|  |                               |
|  | Potamogetonaceae (rdestovité) |
|  |                               |

|  | Posidoniaceae (posidoniovité)                                              |
|  |                                                                            |
|  | \| \| Ruppiaceae (táhlicovité) \| \| \| \| \| \| Cymodoceaceae \| \| \| \| |
|  |                                                                            |
|  | Ruppiaceae (táhlicovité)                                                   |
|  |                                                                            |
|  | Cymodoceaceae                                                              |
|  |                                                                            |

|  | Ruppiaceae (táhlicovité) |
|  |                          |
|  | Cymodoceaceae            |
|  |                          |

|  | Zosteraceae (vochovité)       |
|  |                               |
|  | Potamogetonaceae (rdestovité) |
|  |                               |

|  | Posidoniaceae (posidoniovité)                                              |
|  |                                                                            |
|  | \| \| Ruppiaceae (táhlicovité) \| \| \| \| \| \| Cymodoceaceae \| \| \| \| |
|  |                                                                            |
|  | Ruppiaceae (táhlicovité)                                                   |
|  |                                                                            |
|  | Cymodoceaceae                                                              |
|  |                                                                            |

|  | Ruppiaceae (táhlicovité) |
|  |                          |
|  | Cymodoceaceae            |
|  |                          |

|  | Zosteraceae (vochovité)       |
|  |                               |
|  | Potamogetonaceae (rdestovité) |
|  |                               |

|  | Posidoniaceae (posidoniovité)                                              |
|  |                                                                            |
|  | \| \| Ruppiaceae (táhlicovité) \| \| \| \| \| \| Cymodoceaceae \| \| \| \| |
|  |                                                                            |
|  | Ruppiaceae (táhlicovité)                                                   |
|  |                                                                            |
|  | Cymodoceaceae                                                              |
|  |                                                                            |

|  | Ruppiaceae (táhlicovité) |
|  |                          |
|  | Cymodoceaceae            |
|  |                          |

|  | Zosteraceae (vochovité)       |
|  |                               |
|  | Potamogetonaceae (rdestovité) |
|  |                               |

|  | Posidoniaceae (posidoniovité)                                              |
|  |                                                                            |
|  | \| \| Ruppiaceae (táhlicovité) \| \| \| \| \| \| Cymodoceaceae \| \| \| \| |
|  |                                                                            |
|  | Ruppiaceae (táhlicovité)                                                   |
|  |                                                                            |
|  | Cymodoceaceae                                                              |
|  |                                                                            |

|  | Ruppiaceae (táhlicovité) |
|  |                          |
|  | Cymodoceaceae            |
|  |                          |

|  | Zosteraceae (vochovité)       |
|  |                               |
|  | Potamogetonaceae (rdestovité) |
|  |                               |

|  | Posidoniaceae (posidoniovité)                                              |
|  |                                                                            |
|  | \| \| Ruppiaceae (táhlicovité) \| \| \| \| \| \| Cymodoceaceae \| \| \| \| |
|  |                                                                            |
|  | Ruppiaceae (táhlicovité)                                                   |
|  |                                                                            |
|  | Cymodoceaceae                                                              |
|  |                                                                            |

|  | Ruppiaceae (táhlicovité) |
|  |                          |
|  | Cymodoceaceae            |
|  |                          |

|  | Zosteraceae (vochovité)       |
|  |                               |
|  | Potamogetonaceae (rdestovité) |
|  |                               |

|  | Posidoniaceae (posidoniovité)                                              |
|  |                                                                            |
|  | \| \| Ruppiaceae (táhlicovité) \| \| \| \| \| \| Cymodoceaceae \| \| \| \| |
|  |                                                                            |
|  | Ruppiaceae (táhlicovité)                                                   |
|  |                                                                            |
|  | Cymodoceaceae                                                              |
|  |                                                                            |

|  | Ruppiaceae (táhlicovité) |
|  |                          |
|  | Cymodoceaceae            |
|  |                          |

|  | Zosteraceae (vochovité)       |
|  |                               |
|  | Potamogetonaceae (rdestovité) |
|  |                               |

|  | Posidoniaceae (posidoniovité)                                              |
|  |                                                                            |
|  | \| \| Ruppiaceae (táhlicovité) \| \| \| \| \| \| Cymodoceaceae \| \| \| \| |
|  |                                                                            |
|  | Ruppiaceae (táhlicovité)                                                   |
|  |                                                                            |
|  | Cymodoceaceae                                                              |
|  |                                                                            |

|  | Ruppiaceae (táhlicovité) |
|  |                          |
|  | Cymodoceaceae            |
|  |                          |

|  | Zosteraceae (vochovité)       |
|  |                               |
|  | Potamogetonaceae (rdestovité) |
|  |                               |

|  | Posidoniaceae (posidoniovité)                                              |
|  |                                                                            |
|  | \| \| Ruppiaceae (táhlicovité) \| \| \| \| \| \| Cymodoceaceae \| \| \| \| |
|  |                                                                            |
|  | Ruppiaceae (táhlicovité)                                                   |
|  |                                                                            |
|  | Cymodoceaceae                                                              |
|  |                                                                            |

|  | Ruppiaceae (táhlicovité) |
|  |                          |
|  | Cymodoceaceae            |
|  |                          |

|  | Zosteraceae (vochovité)       |
|  |                               |
|  | Potamogetonaceae (rdestovité) |
|  |                               |

|  | Posidoniaceae (posidoniovité)                                              |
|  |                                                                            |
|  | \| \| Ruppiaceae (táhlicovité) \| \| \| \| \| \| Cymodoceaceae \| \| \| \| |
|  |                                                                            |
|  | Ruppiaceae (táhlicovité)                                                   |
|  |                                                                            |
|  | Cymodoceaceae                                                              |
|  |                                                                            |

|  | Ruppiaceae (táhlicovité) |
|  |                          |
|  | Cymodoceaceae            |
|  |                          |

|  | Zosteraceae (vochovité)       |
|  |                               |
|  | Potamogetonaceae (rdestovité) |
|  |                               |

|  | Posidoniaceae (posidoniovité)                                              |
|  |                                                                            |
|  | \| \| Ruppiaceae (táhlicovité) \| \| \| \| \| \| Cymodoceaceae \| \| \| \| |
|  |                                                                            |
|  | Ruppiaceae (táhlicovité)                                                   |
|  |                                                                            |
|  | Cymodoceaceae                                                              |
|  |                                                                            |

|  | Ruppiaceae (táhlicovité) |
|  |                          |
|  | Cymodoceaceae            |
|  |                          |

|  | Zosteraceae (vochovité)       |
|  |                               |
|  | Potamogetonaceae (rdestovité) |
|  |                               |

|  | Posidoniaceae (posidoniovité)                                              |
|  |                                                                            |
|  | \| \| Ruppiaceae (táhlicovité) \| \| \| \| \| \| Cymodoceaceae \| \| \| \| |
|  |                                                                            |
|  | Ruppiaceae (táhlicovité)                                                   |
|  |                                                                            |
|  | Cymodoceaceae                                                              |
|  |                                                                            |

|  | Ruppiaceae (táhlicovité) |
|  |                          |
|  | Cymodoceaceae            |
|  |                          |

|  | Zosteraceae (vochovité)       |
|  |                               |
|  | Potamogetonaceae (rdestovité) |
|  |                               |

|  | Posidoniaceae (posidoniovité)                                              |
|  |                                                                            |
|  | \| \| Ruppiaceae (táhlicovité) \| \| \| \| \| \| Cymodoceaceae \| \| \| \| |
|  |                                                                            |
|  | Ruppiaceae (táhlicovité)                                                   |
|  |                                                                            |
|  | Cymodoceaceae                                                              |
|  |                                                                            |

|  | Ruppiaceae (táhlicovité) |
|  |                          |
|  | Cymodoceaceae            |
|  |                          |

|  | Zosteraceae (vochovité)       |
|  |                               |
|  | Potamogetonaceae (rdestovité) |
|  |                               |

|  | Posidoniaceae (posidoniovité)                                              |
|  |                                                                            |
|  | \| \| Ruppiaceae (táhlicovité) \| \| \| \| \| \| Cymodoceaceae \| \| \| \| |
|  |                                                                            |
|  | Ruppiaceae (táhlicovité)                                                   |
|  |                                                                            |
|  | Cymodoceaceae                                                              |
|  |                                                                            |

|  | Ruppiaceae (táhlicovité) |
|  |                          |
|  | Cymodoceaceae            |
|  |                          |

|  | Zosteraceae (vochovité)       |
|  |                               |
|  | Potamogetonaceae (rdestovité) |
|  |                               |

|  | Posidoniaceae (posidoniovité)                                              |
|  |                                                                            |
|  | \| \| Ruppiaceae (táhlicovité) \| \| \| \| \| \| Cymodoceaceae \| \| \| \| |
|  |                                                                            |
|  | Ruppiaceae (táhlicovité)                                                   |
|  |                                                                            |
|  | Cymodoceaceae                                                              |
|  |                                                                            |

|  | Ruppiaceae (táhlicovité) |
|  |                          |
|  | Cymodoceaceae            |
|  |                          |

|  | Zosteraceae (vochovité)       |
|  |                               |
|  | Potamogetonaceae (rdestovité) |
|  |                               |

|  | Posidoniaceae (posidoniovité)                                              |
|  |                                                                            |
|  | \| \| Ruppiaceae (táhlicovité) \| \| \| \| \| \| Cymodoceaceae \| \| \| \| |
|  |                                                                            |
|  | Ruppiaceae (táhlicovité)                                                   |
|  |                                                                            |
|  | Cymodoceaceae                                                              |
|  |                                                                            |

|  | Ruppiaceae (táhlicovité) |
|  |                          |
|  | Cymodoceaceae            |
|  |                          |

|  | Zosteraceae (vochovité)       |
|  |                               |
|  | Potamogetonaceae (rdestovité) |
|  |                               |

|  | Posidoniaceae (posidoniovité)                                              |
|  |                                                                            |
|  | \| \| Ruppiaceae (táhlicovité) \| \| \| \| \| \| Cymodoceaceae \| \| \| \| |
|  |                                                                            |
|  | Ruppiaceae (táhlicovité)                                                   |
|  |                                                                            |
|  | Cymodoceaceae                                                              |
|  |                                                                            |

|  | Ruppiaceae (táhlicovité) |
|  |                          |
|  | Cymodoceaceae            |
|  |                          |

|  | Zosteraceae (vochovité)       |
|  |                               |
|  | Potamogetonaceae (rdestovité) |
|  |                               |

|  | Posidoniaceae (posidoniovité)                                              |
|  |                                                                            |
|  | \| \| Ruppiaceae (táhlicovité) \| \| \| \| \| \| Cymodoceaceae \| \| \| \| |
|  |                                                                            |
|  | Ruppiaceae (táhlicovité)                                                   |
|  |                                                                            |
|  | Cymodoceaceae                                                              |
|  |                                                                            |

|  | Ruppiaceae (táhlicovité) |
|  |                          |
|  | Cymodoceaceae            |
|  |                          |

|  | Zosteraceae (vochovité)       |
|  |                               |
|  | Potamogetonaceae (rdestovité) |
|  |                               |

|  | Posidoniaceae (posidoniovité)                                              |
|  |                                                                            |
|  | \| \| Ruppiaceae (táhlicovité) \| \| \| \| \| \| Cymodoceaceae \| \| \| \| |
|  |                                                                            |
|  | Ruppiaceae (táhlicovité)                                                   |
|  |                                                                            |
|  | Cymodoceaceae                                                              |
|  |                                                                            |

|  | Ruppiaceae (táhlicovité) |
|  |                          |
|  | Cymodoceaceae            |
|  |                          |

|  | Zosteraceae (vochovité)       |
|  |                               |
|  | Potamogetonaceae (rdestovité) |
|  |                               |

|  | Posidoniaceae (posidoniovité)                                              |
|  |                                                                            |
|  | \| \| Ruppiaceae (táhlicovité) \| \| \| \| \| \| Cymodoceaceae \| \| \| \| |
|  |                                                                            |
|  | Ruppiaceae (táhlicovité)                                                   |
|  |                                                                            |
|  | Cymodoceaceae                                                              |
|  |                                                                            |

|  | Ruppiaceae (táhlicovité) |
|  |                          |
|  | Cymodoceaceae            |
|  |                          |

|  | Zosteraceae (vochovité)       |
|  |                               |
|  | Potamogetonaceae (rdestovité) |
|  |                               |

|  | Posidoniaceae (posidoniovité)                                              |
|  |                                                                            |
|  | \| \| Ruppiaceae (táhlicovité) \| \| \| \| \| \| Cymodoceaceae \| \| \| \| |
|  |                                                                            |
|  | Ruppiaceae (táhlicovité)                                                   |
|  |                                                                            |
|  | Cymodoceaceae                                                              |
|  |                                                                            |

|  | Ruppiaceae (táhlicovité) |
|  |                          |
|  | Cymodoceaceae            |
|  |                          |

|  | Zosteraceae (vochovité)       |
|  |                               |
|  | Potamogetonaceae (rdestovité) |
|  |                               |

|  | Posidoniaceae (posidoniovité)                                              |
|  |                                                                            |
|  | \| \| Ruppiaceae (táhlicovité) \| \| \| \| \| \| Cymodoceaceae \| \| \| \| |
|  |                                                                            |
|  | Ruppiaceae (táhlicovité)                                                   |
|  |                                                                            |
|  | Cymodoceaceae                                                              |
|  |                                                                            |

|  | Ruppiaceae (táhlicovité) |
|  |                          |
|  | Cymodoceaceae            |
|  |                          |

|  | Zosteraceae (vochovité)       |
|  |                               |
|  | Potamogetonaceae (rdestovité) |
|  |                               |

|  | Posidoniaceae (posidoniovité)                                              |
|  |                                                                            |
|  | \| \| Ruppiaceae (táhlicovité) \| \| \| \| \| \| Cymodoceaceae \| \| \| \| |
|  |                                                                            |
|  | Ruppiaceae (táhlicovité)                                                   |
|  |                                                                            |
|  | Cymodoceaceae                                                              |
|  |                                                                            |

|  | Ruppiaceae (táhlicovité) |
|  |                          |
|  | Cymodoceaceae            |
|  |                          |

|  | Zosteraceae (vochovité)       |
|  |                               |
|  | Potamogetonaceae (rdestovité) |
|  |                               |

|  | Posidoniaceae (posidoniovité)                                              |
|  |                                                                            |
|  | \| \| Ruppiaceae (táhlicovité) \| \| \| \| \| \| Cymodoceaceae \| \| \| \| |
|  |                                                                            |
|  | Ruppiaceae (táhlicovité)                                                   |
|  |                                                                            |
|  | Cymodoceaceae                                                              |
|  |                                                                            |

|  | Ruppiaceae (táhlicovité) |
|  |                          |
|  | Cymodoceaceae            |
|  |                          |

|  | Zosteraceae (vochovité)       |
|  |                               |
|  | Potamogetonaceae (rdestovité) |
|  |                               |

|  | Posidoniaceae (posidoniovité)                                              |
|  |                                                                            |
|  | \| \| Ruppiaceae (táhlicovité) \| \| \| \| \| \| Cymodoceaceae \| \| \| \| |
|  |                                                                            |
|  | Ruppiaceae (táhlicovité)                                                   |
|  |                                                                            |
|  | Cymodoceaceae                                                              |
|  |                                                                            |

|  | Ruppiaceae (táhlicovité) |
|  |                          |
|  | Cymodoceaceae            |
|  |                          |

|  | Zosteraceae (vochovité)       |
|  |                               |
|  | Potamogetonaceae (rdestovité) |
|  |                               |

|  | Posidoniaceae (posidoniovité)                                              |
|  |                                                                            |
|  | \| \| Ruppiaceae (táhlicovité) \| \| \| \| \| \| Cymodoceaceae \| \| \| \| |
|  |                                                                            |
|  | Ruppiaceae (táhlicovité)                                                   |
|  |                                                                            |
|  | Cymodoceaceae                                                              |
|  |                                                                            |

|  | Ruppiaceae (táhlicovité) |
|  |                          |
|  | Cymodoceaceae            |
|  |                          |

|  | Zosteraceae (vochovité)       |
|  |                               |
|  | Potamogetonaceae (rdestovité) |
|  |                               |

|  | Posidoniaceae (posidoniovité)                                              |
|  |                                                                            |
|  | \| \| Ruppiaceae (táhlicovité) \| \| \| \| \| \| Cymodoceaceae \| \| \| \| |
|  |                                                                            |
|  | Ruppiaceae (táhlicovité)                                                   |
|  |                                                                            |
|  | Cymodoceaceae                                                              |
|  |                                                                            |

|  | Ruppiaceae (táhlicovité) |
|  |                          |
|  | Cymodoceaceae            |
|  |                          |

|  | Zosteraceae (vochovité)       |
|  |                               |
|  | Potamogetonaceae (rdestovité) |
|  |                               |

|  | Posidoniaceae (posidoniovité)                                              |
|  |                                                                            |
|  | \| \| Ruppiaceae (táhlicovité) \| \| \| \| \| \| Cymodoceaceae \| \| \| \| |
|  |                                                                            |
|  | Ruppiaceae (táhlicovité)                                                   |
|  |                                                                            |
|  | Cymodoceaceae                                                              |
|  |                                                                            |

|  | Ruppiaceae (táhlicovité) |
|  |                          |
|  | Cymodoceaceae            |
|  |                          |

|  | Zosteraceae (vochovité)       |
|  |                               |
|  | Potamogetonaceae (rdestovité) |
|  |                               |

|  | Posidoniaceae (posidoniovité)                                              |
|  |                                                                            |
|  | \| \| Ruppiaceae (táhlicovité) \| \| \| \| \| \| Cymodoceaceae \| \| \| \| |
|  |                                                                            |
|  | Ruppiaceae (táhlicovité)                                                   |
|  |                                                                            |
|  | Cymodoceaceae                                                              |
|  |                                                                            |

|  | Ruppiaceae (táhlicovité) |
|  |                          |
|  | Cymodoceaceae            |
|  |                          |

|  | Zosteraceae (vochovité)       |
|  |                               |
|  | Potamogetonaceae (rdestovité) |
|  |                               |

|  | Posidoniaceae (posidoniovité)                                              |
|  |                                                                            |
|  | \| \| Ruppiaceae (táhlicovité) \| \| \| \| \| \| Cymodoceaceae \| \| \| \| |
|  |                                                                            |
|  | Ruppiaceae (táhlicovité)                                                   |
|  |                                                                            |
|  | Cymodoceaceae                                                              |
|  |                                                                            |

|  | Ruppiaceae (táhlicovité) |
|  |                          |
|  | Cymodoceaceae            |
|  |                          |

|  | Zosteraceae (vochovité)       |
|  |                               |
|  | Potamogetonaceae (rdestovité) |
|  |                               |

|  | \| \| Hydrocharitaceae (voďankovité) \| \| \| \| \| \| Butomaceae (šmelovité) \| \| \| \| |
|  |                                                                                           |
|  | Alismataceae (žabníkovité)                                                                |
|  |                                                                                           |
|  | Hydrocharitaceae (voďankovité)                                                            |
|  |                                                                                           |
|  | Butomaceae (šmelovité)                                                                    |
|  |                                                                                           |

|  | Hydrocharitaceae (voďankovité) |
|  |                                |
|  | Butomaceae (šmelovité)         |
|  |                                |

|  | Posidoniaceae (posidoniovité)                                              |
|  |                                                                            |
|  | \| \| Ruppiaceae (táhlicovité) \| \| \| \| \| \| Cymodoceaceae \| \| \| \| |
|  |                                                                            |
|  | Ruppiaceae (táhlicovité)                                                   |
|  |                                                                            |
|  | Cymodoceaceae                                                              |
|  |                                                                            |

|  | Ruppiaceae (táhlicovité) |
|  |                          |
|  | Cymodoceaceae            |
|  |                          |

|  | Zosteraceae (vochovité)       |
|  |                               |
|  | Potamogetonaceae (rdestovité) |
|  |                               |

|  | Posidoniaceae (posidoniovité)                                              |
|  |                                                                            |
|  | \| \| Ruppiaceae (táhlicovité) \| \| \| \| \| \| Cymodoceaceae \| \| \| \| |
|  |                                                                            |
|  | Ruppiaceae (táhlicovité)                                                   |
|  |                                                                            |
|  | Cymodoceaceae                                                              |
|  |                                                                            |

|  | Ruppiaceae (táhlicovité) |
|  |                          |
|  | Cymodoceaceae            |
|  |                          |

|  | Zosteraceae (vochovité)       |
|  |                               |
|  | Potamogetonaceae (rdestovité) |
|  |                               |

|  | Posidoniaceae (posidoniovité)                                              |
|  |                                                                            |
|  | \| \| Ruppiaceae (táhlicovité) \| \| \| \| \| \| Cymodoceaceae \| \| \| \| |
|  |                                                                            |
|  | Ruppiaceae (táhlicovité)                                                   |
|  |                                                                            |
|  | Cymodoceaceae                                                              |
|  |                                                                            |

|  | Ruppiaceae (táhlicovité) |
|  |                          |
|  | Cymodoceaceae            |
|  |                          |

|  | Zosteraceae (vochovité)       |
|  |                               |
|  | Potamogetonaceae (rdestovité) |
|  |                               |

|  | Posidoniaceae (posidoniovité)                                              |
|  |                                                                            |
|  | \| \| Ruppiaceae (táhlicovité) \| \| \| \| \| \| Cymodoceaceae \| \| \| \| |
|  |                                                                            |
|  | Ruppiaceae (táhlicovité)                                                   |
|  |                                                                            |
|  | Cymodoceaceae                                                              |
|  |                                                                            |

|  | Ruppiaceae (táhlicovité) |
|  |                          |
|  | Cymodoceaceae            |
|  |                          |

|  | Zosteraceae (vochovité)       |
|  |                               |
|  | Potamogetonaceae (rdestovité) |
|  |                               |

|  | Posidoniaceae (posidoniovité)                                              |
|  |                                                                            |
|  | \| \| Ruppiaceae (táhlicovité) \| \| \| \| \| \| Cymodoceaceae \| \| \| \| |
|  |                                                                            |
|  | Ruppiaceae (táhlicovité)                                                   |
|  |                                                                            |
|  | Cymodoceaceae                                                              |
|  |                                                                            |

|  | Ruppiaceae (táhlicovité) |
|  |                          |
|  | Cymodoceaceae            |
|  |                          |

|  | Zosteraceae (vochovité)       |
|  |                               |
|  | Potamogetonaceae (rdestovité) |
|  |                               |

|  | Posidoniaceae (posidoniovité)                                              |
|  |                                                                            |
|  | \| \| Ruppiaceae (táhlicovité) \| \| \| \| \| \| Cymodoceaceae \| \| \| \| |
|  |                                                                            |
|  | Ruppiaceae (táhlicovité)                                                   |
|  |                                                                            |
|  | Cymodoceaceae                                                              |
|  |                                                                            |

|  | Ruppiaceae (táhlicovité) |
|  |                          |
|  | Cymodoceaceae            |
|  |                          |

|  | Zosteraceae (vochovité)       |
|  |                               |
|  | Potamogetonaceae (rdestovité) |
|  |                               |

|  | Posidoniaceae (posidoniovité)                                              |
|  |                                                                            |
|  | \| \| Ruppiaceae (táhlicovité) \| \| \| \| \| \| Cymodoceaceae \| \| \| \| |
|  |                                                                            |
|  | Ruppiaceae (táhlicovité)                                                   |
|  |                                                                            |
|  | Cymodoceaceae                                                              |
|  |                                                                            |

|  | Ruppiaceae (táhlicovité) |
|  |                          |
|  | Cymodoceaceae            |
|  |                          |

|  | Zosteraceae (vochovité)       |
|  |                               |
|  | Potamogetonaceae (rdestovité) |
|  |                               |

|  | Posidoniaceae (posidoniovité)                                              |
|  |                                                                            |
|  | \| \| Ruppiaceae (táhlicovité) \| \| \| \| \| \| Cymodoceaceae \| \| \| \| |
|  |                                                                            |
|  | Ruppiaceae (táhlicovité)                                                   |
|  |                                                                            |
|  | Cymodoceaceae                                                              |
|  |                                                                            |

|  | Ruppiaceae (táhlicovité) |
|  |                          |
|  | Cymodoceaceae            |
|  |                          |

|  | Zosteraceae (vochovité)       |
|  |                               |
|  | Potamogetonaceae (rdestovité) |
|  |                               |

|  | Posidoniaceae (posidoniovité)                                              |
|  |                                                                            |
|  | \| \| Ruppiaceae (táhlicovité) \| \| \| \| \| \| Cymodoceaceae \| \| \| \| |
|  |                                                                            |
|  | Ruppiaceae (táhlicovité)                                                   |
|  |                                                                            |
|  | Cymodoceaceae                                                              |
|  |                                                                            |

|  | Ruppiaceae (táhlicovité) |
|  |                          |
|  | Cymodoceaceae            |
|  |                          |

|  | Zosteraceae (vochovité)       |
|  |                               |
|  | Potamogetonaceae (rdestovité) |
|  |                               |

|  | Posidoniaceae (posidoniovité)                                              |
|  |                                                                            |
|  | \| \| Ruppiaceae (táhlicovité) \| \| \| \| \| \| Cymodoceaceae \| \| \| \| |
|  |                                                                            |
|  | Ruppiaceae (táhlicovité)                                                   |
|  |                                                                            |
|  | Cymodoceaceae                                                              |
|  |                                                                            |

|  | Ruppiaceae (táhlicovité) |
|  |                          |
|  | Cymodoceaceae            |
|  |                          |

|  | Zosteraceae (vochovité)       |
|  |                               |
|  | Potamogetonaceae (rdestovité) |
|  |                               |

|  | Posidoniaceae (posidoniovité)                                              |
|  |                                                                            |
|  | \| \| Ruppiaceae (táhlicovité) \| \| \| \| \| \| Cymodoceaceae \| \| \| \| |
|  |                                                                            |
|  | Ruppiaceae (táhlicovité)                                                   |
|  |                                                                            |
|  | Cymodoceaceae                                                              |
|  |                                                                            |

|  | Ruppiaceae (táhlicovité) |
|  |                          |
|  | Cymodoceaceae            |
|  |                          |

|  | Zosteraceae (vochovité)       |
|  |                               |
|  | Potamogetonaceae (rdestovité) |
|  |                               |

|  | Posidoniaceae (posidoniovité)                                              |
|  |                                                                            |
|  | \| \| Ruppiaceae (táhlicovité) \| \| \| \| \| \| Cymodoceaceae \| \| \| \| |
|  |                                                                            |
|  | Ruppiaceae (táhlicovité)                                                   |
|  |                                                                            |
|  | Cymodoceaceae                                                              |
|  |                                                                            |

|  | Ruppiaceae (táhlicovité) |
|  |                          |
|  | Cymodoceaceae            |
|  |                          |

|  | Zosteraceae (vochovité)       |
|  |                               |
|  | Potamogetonaceae (rdestovité) |
|  |                               |

|  | Posidoniaceae (posidoniovité)                                              |
|  |                                                                            |
|  | \| \| Ruppiaceae (táhlicovité) \| \| \| \| \| \| Cymodoceaceae \| \| \| \| |
|  |                                                                            |
|  | Ruppiaceae (táhlicovité)                                                   |
|  |                                                                            |
|  | Cymodoceaceae                                                              |
|  |                                                                            |

|  | Ruppiaceae (táhlicovité) |
|  |                          |
|  | Cymodoceaceae            |
|  |                          |

|  | Zosteraceae (vochovité)       |
|  |                               |
|  | Potamogetonaceae (rdestovité) |
|  |                               |

|  | Posidoniaceae (posidoniovité)                                              |
|  |                                                                            |
|  | \| \| Ruppiaceae (táhlicovité) \| \| \| \| \| \| Cymodoceaceae \| \| \| \| |
|  |                                                                            |
|  | Ruppiaceae (táhlicovité)                                                   |
|  |                                                                            |
|  | Cymodoceaceae                                                              |
|  |                                                                            |

|  | Ruppiaceae (táhlicovité) |
|  |                          |
|  | Cymodoceaceae            |
|  |                          |

|  | Zosteraceae (vochovité)       |
|  |                               |
|  | Potamogetonaceae (rdestovité) |
|  |                               |

|  | Posidoniaceae (posidoniovité)                                              |
|  |                                                                            |
|  | \| \| Ruppiaceae (táhlicovité) \| \| \| \| \| \| Cymodoceaceae \| \| \| \| |
|  |                                                                            |
|  | Ruppiaceae (táhlicovité)                                                   |
|  |                                                                            |
|  | Cymodoceaceae                                                              |
|  |                                                                            |

|  | Ruppiaceae (táhlicovité) |
|  |                          |
|  | Cymodoceaceae            |
|  |                          |

|  | Zosteraceae (vochovité)       |
|  |                               |
|  | Potamogetonaceae (rdestovité) |
|  |                               |

|  | Posidoniaceae (posidoniovité)                                              |
|  |                                                                            |
|  | \| \| Ruppiaceae (táhlicovité) \| \| \| \| \| \| Cymodoceaceae \| \| \| \| |
|  |                                                                            |
|  | Ruppiaceae (táhlicovité)                                                   |
|  |                                                                            |
|  | Cymodoceaceae                                                              |
|  |                                                                            |

|  | Ruppiaceae (táhlicovité) |
|  |                          |
|  | Cymodoceaceae            |
|  |                          |

|  | Zosteraceae (vochovité)       |
|  |                               |
|  | Potamogetonaceae (rdestovité) |
|  |                               |

|  | Posidoniaceae (posidoniovité)                                              |
|  |                                                                            |
|  | \| \| Ruppiaceae (táhlicovité) \| \| \| \| \| \| Cymodoceaceae \| \| \| \| |
|  |                                                                            |
|  | Ruppiaceae (táhlicovité)                                                   |
|  |                                                                            |
|  | Cymodoceaceae                                                              |
|  |                                                                            |

|  | Ruppiaceae (táhlicovité) |
|  |                          |
|  | Cymodoceaceae            |
|  |                          |

|  | Zosteraceae (vochovité)       |
|  |                               |
|  | Potamogetonaceae (rdestovité) |
|  |                               |

|  | Posidoniaceae (posidoniovité)                                              |
|  |                                                                            |
|  | \| \| Ruppiaceae (táhlicovité) \| \| \| \| \| \| Cymodoceaceae \| \| \| \| |
|  |                                                                            |
|  | Ruppiaceae (táhlicovité)                                                   |
|  |                                                                            |
|  | Cymodoceaceae                                                              |
|  |                                                                            |

|  | Ruppiaceae (táhlicovité) |
|  |                          |
|  | Cymodoceaceae            |
|  |                          |

|  | Zosteraceae (vochovité)       |
|  |                               |
|  | Potamogetonaceae (rdestovité) |
|  |                               |

|  | Posidoniaceae (posidoniovité)                                              |
|  |                                                                            |
|  | \| \| Ruppiaceae (táhlicovité) \| \| \| \| \| \| Cymodoceaceae \| \| \| \| |
|  |                                                                            |
|  | Ruppiaceae (táhlicovité)                                                   |
|  |                                                                            |
|  | Cymodoceaceae                                                              |
|  |                                                                            |

|  | Ruppiaceae (táhlicovité) |
|  |                          |
|  | Cymodoceaceae            |
|  |                          |

|  | Zosteraceae (vochovité)       |
|  |                               |
|  | Potamogetonaceae (rdestovité) |
|  |                               |

|  | Posidoniaceae (posidoniovité)                                              |
|  |                                                                            |
|  | \| \| Ruppiaceae (táhlicovité) \| \| \| \| \| \| Cymodoceaceae \| \| \| \| |
|  |                                                                            |
|  | Ruppiaceae (táhlicovité)                                                   |
|  |                                                                            |
|  | Cymodoceaceae                                                              |
|  |                                                                            |

|  | Ruppiaceae (táhlicovité) |
|  |                          |
|  | Cymodoceaceae            |
|  |                          |

|  | Zosteraceae (vochovité)       |
|  |                               |
|  | Potamogetonaceae (rdestovité) |
|  |                               |

|  | Posidoniaceae (posidoniovité)                                              |
|  |                                                                            |
|  | \| \| Ruppiaceae (táhlicovité) \| \| \| \| \| \| Cymodoceaceae \| \| \| \| |
|  |                                                                            |
|  | Ruppiaceae (táhlicovité)                                                   |
|  |                                                                            |
|  | Cymodoceaceae                                                              |
|  |                                                                            |

|  | Ruppiaceae (táhlicovité) |
|  |                          |
|  | Cymodoceaceae            |
|  |                          |

|  | Zosteraceae (vochovité)       |
|  |                               |
|  | Potamogetonaceae (rdestovité) |
|  |                               |

|  | Posidoniaceae (posidoniovité)                                              |
|  |                                                                            |
|  | \| \| Ruppiaceae (táhlicovité) \| \| \| \| \| \| Cymodoceaceae \| \| \| \| |
|  |                                                                            |
|  | Ruppiaceae (táhlicovité)                                                   |
|  |                                                                            |
|  | Cymodoceaceae                                                              |
|  |                                                                            |

|  | Ruppiaceae (táhlicovité) |
|  |                          |
|  | Cymodoceaceae            |
|  |                          |

|  | Zosteraceae (vochovité)       |
|  |                               |
|  | Potamogetonaceae (rdestovité) |
|  |                               |

|  | Posidoniaceae (posidoniovité)                                              |
|  |                                                                            |
|  | \| \| Ruppiaceae (táhlicovité) \| \| \| \| \| \| Cymodoceaceae \| \| \| \| |
|  |                                                                            |
|  | Ruppiaceae (táhlicovité)                                                   |
|  |                                                                            |
|  | Cymodoceaceae                                                              |
|  |                                                                            |

|  | Ruppiaceae (táhlicovité) |
|  |                          |
|  | Cymodoceaceae            |
|  |                          |

|  | Zosteraceae (vochovité)       |
|  |                               |
|  | Potamogetonaceae (rdestovité) |
|  |                               |

|  | Posidoniaceae (posidoniovité)                                              |
|  |                                                                            |
|  | \| \| Ruppiaceae (táhlicovité) \| \| \| \| \| \| Cymodoceaceae \| \| \| \| |
|  |                                                                            |
|  | Ruppiaceae (táhlicovité)                                                   |
|  |                                                                            |
|  | Cymodoceaceae                                                              |
|  |                                                                            |

|  | Ruppiaceae (táhlicovité) |
|  |                          |
|  | Cymodoceaceae            |
|  |                          |

|  | Zosteraceae (vochovité)       |
|  |                               |
|  | Potamogetonaceae (rdestovité) |
|  |                               |

|  | Posidoniaceae (posidoniovité)                                              |
|  |                                                                            |
|  | \| \| Ruppiaceae (táhlicovité) \| \| \| \| \| \| Cymodoceaceae \| \| \| \| |
|  |                                                                            |
|  | Ruppiaceae (táhlicovité)                                                   |
|  |                                                                            |
|  | Cymodoceaceae                                                              |
|  |                                                                            |

|  | Ruppiaceae (táhlicovité) |
|  |                          |
|  | Cymodoceaceae            |
|  |                          |

|  | Zosteraceae (vochovité)       |
|  |                               |
|  | Potamogetonaceae (rdestovité) |
|  |                               |

|  | Posidoniaceae (posidoniovité)                                              |
|  |                                                                            |
|  | \| \| Ruppiaceae (táhlicovité) \| \| \| \| \| \| Cymodoceaceae \| \| \| \| |
|  |                                                                            |
|  | Ruppiaceae (táhlicovité)                                                   |
|  |                                                                            |
|  | Cymodoceaceae                                                              |
|  |                                                                            |

|  | Ruppiaceae (táhlicovité) |
|  |                          |
|  | Cymodoceaceae            |
|  |                          |

|  | Zosteraceae (vochovité)       |
|  |                               |
|  | Potamogetonaceae (rdestovité) |
|  |                               |

|  | Posidoniaceae (posidoniovité)                                              |
|  |                                                                            |
|  | \| \| Ruppiaceae (táhlicovité) \| \| \| \| \| \| Cymodoceaceae \| \| \| \| |
|  |                                                                            |
|  | Ruppiaceae (táhlicovité)                                                   |
|  |                                                                            |
|  | Cymodoceaceae                                                              |
|  |                                                                            |

|  | Ruppiaceae (táhlicovité) |
|  |                          |
|  | Cymodoceaceae            |
|  |                          |

|  | Zosteraceae (vochovité)       |
|  |                               |
|  | Potamogetonaceae (rdestovité) |
|  |                               |

|  | Posidoniaceae (posidoniovité)                                              |
|  |                                                                            |
|  | \| \| Ruppiaceae (táhlicovité) \| \| \| \| \| \| Cymodoceaceae \| \| \| \| |
|  |                                                                            |
|  | Ruppiaceae (táhlicovité)                                                   |
|  |                                                                            |
|  | Cymodoceaceae                                                              |
|  |                                                                            |

|  | Ruppiaceae (táhlicovité) |
|  |                          |
|  | Cymodoceaceae            |
|  |                          |

|  | Zosteraceae (vochovité)       |
|  |                               |
|  | Potamogetonaceae (rdestovité) |
|  |                               |

|  | Posidoniaceae (posidoniovité)                                              |
|  |                                                                            |
|  | \| \| Ruppiaceae (táhlicovité) \| \| \| \| \| \| Cymodoceaceae \| \| \| \| |
|  |                                                                            |
|  | Ruppiaceae (táhlicovité)                                                   |
|  |                                                                            |
|  | Cymodoceaceae                                                              |
|  |                                                                            |

|  | Ruppiaceae (táhlicovité) |
|  |                          |
|  | Cymodoceaceae            |
|  |                          |

|  | Zosteraceae (vochovité)       |
|  |                               |
|  | Potamogetonaceae (rdestovité) |
|  |                               |

|  | Posidoniaceae (posidoniovité)                                              |
|  |                                                                            |
|  | \| \| Ruppiaceae (táhlicovité) \| \| \| \| \| \| Cymodoceaceae \| \| \| \| |
|  |                                                                            |
|  | Ruppiaceae (táhlicovité)                                                   |
|  |                                                                            |
|  | Cymodoceaceae                                                              |
|  |                                                                            |

|  | Ruppiaceae (táhlicovité) |
|  |                          |
|  | Cymodoceaceae            |
|  |                          |

|  | Zosteraceae (vochovité)       |
|  |                               |
|  | Potamogetonaceae (rdestovité) |
|  |                               |

|  | Posidoniaceae (posidoniovité)                                              |
|  |                                                                            |
|  | \| \| Ruppiaceae (táhlicovité) \| \| \| \| \| \| Cymodoceaceae \| \| \| \| |
|  |                                                                            |
|  | Ruppiaceae (táhlicovité)                                                   |
|  |                                                                            |
|  | Cymodoceaceae                                                              |
|  |                                                                            |

|  | Ruppiaceae (táhlicovité) |
|  |                          |
|  | Cymodoceaceae            |
|  |                          |

|  | Zosteraceae (vochovité)       |
|  |                               |
|  | Potamogetonaceae (rdestovité) |
|  |                               |

|  | Posidoniaceae (posidoniovité)                                              |
|  |                                                                            |
|  | \| \| Ruppiaceae (táhlicovité) \| \| \| \| \| \| Cymodoceaceae \| \| \| \| |
|  |                                                                            |
|  | Ruppiaceae (táhlicovité)                                                   |
|  |                                                                            |
|  | Cymodoceaceae                                                              |
|  |                                                                            |

|  | Ruppiaceae (táhlicovité) |
|  |                          |
|  | Cymodoceaceae            |
|  |                          |

|  | Zosteraceae (vochovité)       |
|  |                               |
|  | Potamogetonaceae (rdestovité) |
|  |                               |

|  | \| \| Hydrocharitaceae (voďankovité) \| \| \| \| \| \| Butomaceae (šmelovité) \| \| \| \| |
|  |                                                                                           |
|  | Alismataceae (žabníkovité)                                                                |
|  |                                                                                           |
|  | Hydrocharitaceae (voďankovité)                                                            |
|  |                                                                                           |
|  | Butomaceae (šmelovité)                                                                    |
|  |                                                                                           |

|  | Hydrocharitaceae (voďankovité) |
|  |                                |
|  | Butomaceae (šmelovité)         |
|  |                                |

|  | Posidoniaceae (posidoniovité)                                              |
|  |                                                                            |
|  | \| \| Ruppiaceae (táhlicovité) \| \| \| \| \| \| Cymodoceaceae \| \| \| \| |
|  |                                                                            |
|  | Ruppiaceae (táhlicovité)                                                   |
|  |                                                                            |
|  | Cymodoceaceae                                                              |
|  |                                                                            |

|  | Ruppiaceae (táhlicovité) |
|  |                          |
|  | Cymodoceaceae            |
|  |                          |

|  | Zosteraceae (vochovité)       |
|  |                               |
|  | Potamogetonaceae (rdestovité) |
|  |                               |

|  | Posidoniaceae (posidoniovité)                                              |
|  |                                                                            |
|  | \| \| Ruppiaceae (táhlicovité) \| \| \| \| \| \| Cymodoceaceae \| \| \| \| |
|  |                                                                            |
|  | Ruppiaceae (táhlicovité)                                                   |
|  |                                                                            |
|  | Cymodoceaceae                                                              |
|  |                                                                            |

|  | Ruppiaceae (táhlicovité) |
|  |                          |
|  | Cymodoceaceae            |
|  |                          |

|  | Zosteraceae (vochovité)       |
|  |                               |
|  | Potamogetonaceae (rdestovité) |
|  |                               |

|  | Posidoniaceae (posidoniovité)                                              |
|  |                                                                            |
|  | \| \| Ruppiaceae (táhlicovité) \| \| \| \| \| \| Cymodoceaceae \| \| \| \| |
|  |                                                                            |
|  | Ruppiaceae (táhlicovité)                                                   |
|  |                                                                            |
|  | Cymodoceaceae                                                              |
|  |                                                                            |

|  | Ruppiaceae (táhlicovité) |
|  |                          |
|  | Cymodoceaceae            |
|  |                          |

|  | Zosteraceae (vochovité)       |
|  |                               |
|  | Potamogetonaceae (rdestovité) |
|  |                               |

|  | Posidoniaceae (posidoniovité)                                              |
|  |                                                                            |
|  | \| \| Ruppiaceae (táhlicovité) \| \| \| \| \| \| Cymodoceaceae \| \| \| \| |
|  |                                                                            |
|  | Ruppiaceae (táhlicovité)                                                   |
|  |                                                                            |
|  | Cymodoceaceae                                                              |
|  |                                                                            |

|  | Ruppiaceae (táhlicovité) |
|  |                          |
|  | Cymodoceaceae            |
|  |                          |

|  | Zosteraceae (vochovité)       |
|  |                               |
|  | Potamogetonaceae (rdestovité) |
|  |                               |

|  | Posidoniaceae (posidoniovité)                                              |
|  |                                                                            |
|  | \| \| Ruppiaceae (táhlicovité) \| \| \| \| \| \| Cymodoceaceae \| \| \| \| |
|  |                                                                            |
|  | Ruppiaceae (táhlicovité)                                                   |
|  |                                                                            |
|  | Cymodoceaceae                                                              |
|  |                                                                            |

|  | Ruppiaceae (táhlicovité) |
|  |                          |
|  | Cymodoceaceae            |
|  |                          |

|  | Zosteraceae (vochovité)       |
|  |                               |
|  | Potamogetonaceae (rdestovité) |
|  |                               |

|  | Posidoniaceae (posidoniovité)                                              |
|  |                                                                            |
|  | \| \| Ruppiaceae (táhlicovité) \| \| \| \| \| \| Cymodoceaceae \| \| \| \| |
|  |                                                                            |
|  | Ruppiaceae (táhlicovité)                                                   |
|  |                                                                            |
|  | Cymodoceaceae                                                              |
|  |                                                                            |

|  | Ruppiaceae (táhlicovité) |
|  |                          |
|  | Cymodoceaceae            |
|  |                          |

|  | Zosteraceae (vochovité)       |
|  |                               |
|  | Potamogetonaceae (rdestovité) |
|  |                               |

|  | Posidoniaceae (posidoniovité)                                              |
|  |                                                                            |
|  | \| \| Ruppiaceae (táhlicovité) \| \| \| \| \| \| Cymodoceaceae \| \| \| \| |
|  |                                                                            |
|  | Ruppiaceae (táhlicovité)                                                   |
|  |                                                                            |
|  | Cymodoceaceae                                                              |
|  |                                                                            |

|  | Ruppiaceae (táhlicovité) |
|  |                          |
|  | Cymodoceaceae            |
|  |                          |

|  | Zosteraceae (vochovité)       |
|  |                               |
|  | Potamogetonaceae (rdestovité) |
|  |                               |

|  | Posidoniaceae (posidoniovité)                                              |
|  |                                                                            |
|  | \| \| Ruppiaceae (táhlicovité) \| \| \| \| \| \| Cymodoceaceae \| \| \| \| |
|  |                                                                            |
|  | Ruppiaceae (táhlicovité)                                                   |
|  |                                                                            |
|  | Cymodoceaceae                                                              |
|  |                                                                            |

|  | Ruppiaceae (táhlicovité) |
|  |                          |
|  | Cymodoceaceae            |
|  |                          |

|  | Zosteraceae (vochovité)       |
|  |                               |
|  | Potamogetonaceae (rdestovité) |
|  |                               |

|  | Posidoniaceae (posidoniovité)                                              |
|  |                                                                            |
|  | \| \| Ruppiaceae (táhlicovité) \| \| \| \| \| \| Cymodoceaceae \| \| \| \| |
|  |                                                                            |
|  | Ruppiaceae (táhlicovité)                                                   |
|  |                                                                            |
|  | Cymodoceaceae                                                              |
|  |                                                                            |

|  | Ruppiaceae (táhlicovité) |
|  |                          |
|  | Cymodoceaceae            |
|  |                          |

|  | Zosteraceae (vochovité)       |
|  |                               |
|  | Potamogetonaceae (rdestovité) |
|  |                               |

|  | Posidoniaceae (posidoniovité)                                              |
|  |                                                                            |
|  | \| \| Ruppiaceae (táhlicovité) \| \| \| \| \| \| Cymodoceaceae \| \| \| \| |
|  |                                                                            |
|  | Ruppiaceae (táhlicovité)                                                   |
|  |                                                                            |
|  | Cymodoceaceae                                                              |
|  |                                                                            |

|  | Ruppiaceae (táhlicovité) |
|  |                          |
|  | Cymodoceaceae            |
|  |                          |

|  | Zosteraceae (vochovité)       |
|  |                               |
|  | Potamogetonaceae (rdestovité) |
|  |                               |

|  | Posidoniaceae (posidoniovité)                                              |
|  |                                                                            |
|  | \| \| Ruppiaceae (táhlicovité) \| \| \| \| \| \| Cymodoceaceae \| \| \| \| |
|  |                                                                            |
|  | Ruppiaceae (táhlicovité)                                                   |
|  |                                                                            |
|  | Cymodoceaceae                                                              |
|  |                                                                            |

|  | Ruppiaceae (táhlicovité) |
|  |                          |
|  | Cymodoceaceae            |
|  |                          |

|  | Zosteraceae (vochovité)       |
|  |                               |
|  | Potamogetonaceae (rdestovité) |
|  |                               |

|  | Posidoniaceae (posidoniovité)                                              |
|  |                                                                            |
|  | \| \| Ruppiaceae (táhlicovité) \| \| \| \| \| \| Cymodoceaceae \| \| \| \| |
|  |                                                                            |
|  | Ruppiaceae (táhlicovité)                                                   |
|  |                                                                            |
|  | Cymodoceaceae                                                              |
|  |                                                                            |

|  | Ruppiaceae (táhlicovité) |
|  |                          |
|  | Cymodoceaceae            |
|  |                          |

|  | Zosteraceae (vochovité)       |
|  |                               |
|  | Potamogetonaceae (rdestovité) |
|  |                               |

|  | Posidoniaceae (posidoniovité)                                              |
|  |                                                                            |
|  | \| \| Ruppiaceae (táhlicovité) \| \| \| \| \| \| Cymodoceaceae \| \| \| \| |
|  |                                                                            |
|  | Ruppiaceae (táhlicovité)                                                   |
|  |                                                                            |
|  | Cymodoceaceae                                                              |
|  |                                                                            |

|  | Ruppiaceae (táhlicovité) |
|  |                          |
|  | Cymodoceaceae            |
|  |                          |

|  | Zosteraceae (vochovité)       |
|  |                               |
|  | Potamogetonaceae (rdestovité) |
|  |                               |

|  | Posidoniaceae (posidoniovité)                                              |
|  |                                                                            |
|  | \| \| Ruppiaceae (táhlicovité) \| \| \| \| \| \| Cymodoceaceae \| \| \| \| |
|  |                                                                            |
|  | Ruppiaceae (táhlicovité)                                                   |
|  |                                                                            |
|  | Cymodoceaceae                                                              |
|  |                                                                            |

|  | Ruppiaceae (táhlicovité) |
|  |                          |
|  | Cymodoceaceae            |
|  |                          |

|  | Zosteraceae (vochovité)       |
|  |                               |
|  | Potamogetonaceae (rdestovité) |
|  |                               |

|  | Posidoniaceae (posidoniovité)                                              |
|  |                                                                            |
|  | \| \| Ruppiaceae (táhlicovité) \| \| \| \| \| \| Cymodoceaceae \| \| \| \| |
|  |                                                                            |
|  | Ruppiaceae (táhlicovité)                                                   |
|  |                                                                            |
|  | Cymodoceaceae                                                              |
|  |                                                                            |

|  | Ruppiaceae (táhlicovité) |
|  |                          |
|  | Cymodoceaceae            |
|  |                          |

|  | Zosteraceae (vochovité)       |
|  |                               |
|  | Potamogetonaceae (rdestovité) |
|  |                               |

|  | Posidoniaceae (posidoniovité)                                              |
|  |                                                                            |
|  | \| \| Ruppiaceae (táhlicovité) \| \| \| \| \| \| Cymodoceaceae \| \| \| \| |
|  |                                                                            |
|  | Ruppiaceae (táhlicovité)                                                   |
|  |                                                                            |
|  | Cymodoceaceae                                                              |
|  |                                                                            |

|  | Ruppiaceae (táhlicovité) |
|  |                          |
|  | Cymodoceaceae            |
|  |                          |

|  | Zosteraceae (vochovité)       |
|  |                               |
|  | Potamogetonaceae (rdestovité) |
|  |                               |

|  | Posidoniaceae (posidoniovité)                                              |
|  |                                                                            |
|  | \| \| Ruppiaceae (táhlicovité) \| \| \| \| \| \| Cymodoceaceae \| \| \| \| |
|  |                                                                            |
|  | Ruppiaceae (táhlicovité)                                                   |
|  |                                                                            |
|  | Cymodoceaceae                                                              |
|  |                                                                            |

|  | Ruppiaceae (táhlicovité) |
|  |                          |
|  | Cymodoceaceae            |
|  |                          |

|  | Zosteraceae (vochovité)       |
|  |                               |
|  | Potamogetonaceae (rdestovité) |
|  |                               |

|  | Posidoniaceae (posidoniovité)                                              |
|  |                                                                            |
|  | \| \| Ruppiaceae (táhlicovité) \| \| \| \| \| \| Cymodoceaceae \| \| \| \| |
|  |                                                                            |
|  | Ruppiaceae (táhlicovité)                                                   |
|  |                                                                            |
|  | Cymodoceaceae                                                              |
|  |                                                                            |

|  | Ruppiaceae (táhlicovité) |
|  |                          |
|  | Cymodoceaceae            |
|  |                          |

|  | Zosteraceae (vochovité)       |
|  |                               |
|  | Potamogetonaceae (rdestovité) |
|  |                               |

|  | Posidoniaceae (posidoniovité)                                              |
|  |                                                                            |
|  | \| \| Ruppiaceae (táhlicovité) \| \| \| \| \| \| Cymodoceaceae \| \| \| \| |
|  |                                                                            |
|  | Ruppiaceae (táhlicovité)                                                   |
|  |                                                                            |
|  | Cymodoceaceae                                                              |
|  |                                                                            |

|  | Ruppiaceae (táhlicovité) |
|  |                          |
|  | Cymodoceaceae            |
|  |                          |

|  | Zosteraceae (vochovité)       |
|  |                               |
|  | Potamogetonaceae (rdestovité) |
|  |                               |

|  | Posidoniaceae (posidoniovité)                                              |
|  |                                                                            |
|  | \| \| Ruppiaceae (táhlicovité) \| \| \| \| \| \| Cymodoceaceae \| \| \| \| |
|  |                                                                            |
|  | Ruppiaceae (táhlicovité)                                                   |
|  |                                                                            |
|  | Cymodoceaceae                                                              |
|  |                                                                            |

|  | Ruppiaceae (táhlicovité) |
|  |                          |
|  | Cymodoceaceae            |
|  |                          |

|  | Zosteraceae (vochovité)       |
|  |                               |
|  | Potamogetonaceae (rdestovité) |
|  |                               |

|  | Posidoniaceae (posidoniovité)                                              |
|  |                                                                            |
|  | \| \| Ruppiaceae (táhlicovité) \| \| \| \| \| \| Cymodoceaceae \| \| \| \| |
|  |                                                                            |
|  | Ruppiaceae (táhlicovité)                                                   |
|  |                                                                            |
|  | Cymodoceaceae                                                              |
|  |                                                                            |

|  | Ruppiaceae (táhlicovité) |
|  |                          |
|  | Cymodoceaceae            |
|  |                          |

|  | Zosteraceae (vochovité)       |
|  |                               |
|  | Potamogetonaceae (rdestovité) |
|  |                               |

|  | Posidoniaceae (posidoniovité)                                              |
|  |                                                                            |
|  | \| \| Ruppiaceae (táhlicovité) \| \| \| \| \| \| Cymodoceaceae \| \| \| \| |
|  |                                                                            |
|  | Ruppiaceae (táhlicovité)                                                   |
|  |                                                                            |
|  | Cymodoceaceae                                                              |
|  |                                                                            |

|  | Ruppiaceae (táhlicovité) |
|  |                          |
|  | Cymodoceaceae            |
|  |                          |

|  | Zosteraceae (vochovité)       |
|  |                               |
|  | Potamogetonaceae (rdestovité) |
|  |                               |

|  | Posidoniaceae (posidoniovité)                                              |
|  |                                                                            |
|  | \| \| Ruppiaceae (táhlicovité) \| \| \| \| \| \| Cymodoceaceae \| \| \| \| |
|  |                                                                            |
|  | Ruppiaceae (táhlicovité)                                                   |
|  |                                                                            |
|  | Cymodoceaceae                                                              |
|  |                                                                            |

|  | Ruppiaceae (táhlicovité) |
|  |                          |
|  | Cymodoceaceae            |
|  |                          |

|  | Zosteraceae (vochovité)       |
|  |                               |
|  | Potamogetonaceae (rdestovité) |
|  |                               |

|  | Posidoniaceae (posidoniovité)                                              |
|  |                                                                            |
|  | \| \| Ruppiaceae (táhlicovité) \| \| \| \| \| \| Cymodoceaceae \| \| \| \| |
|  |                                                                            |
|  | Ruppiaceae (táhlicovité)                                                   |
|  |                                                                            |
|  | Cymodoceaceae                                                              |
|  |                                                                            |

|  | Ruppiaceae (táhlicovité) |
|  |                          |
|  | Cymodoceaceae            |
|  |                          |

|  | Zosteraceae (vochovité)       |
|  |                               |
|  | Potamogetonaceae (rdestovité) |
|  |                               |

|  | Posidoniaceae (posidoniovité)                                              |
|  |                                                                            |
|  | \| \| Ruppiaceae (táhlicovité) \| \| \| \| \| \| Cymodoceaceae \| \| \| \| |
|  |                                                                            |
|  | Ruppiaceae (táhlicovité)                                                   |
|  |                                                                            |
|  | Cymodoceaceae                                                              |
|  |                                                                            |

|  | Ruppiaceae (táhlicovité) |
|  |                          |
|  | Cymodoceaceae            |
|  |                          |

|  | Zosteraceae (vochovité)       |
|  |                               |
|  | Potamogetonaceae (rdestovité) |
|  |                               |

|  | Posidoniaceae (posidoniovité)                                              |
|  |                                                                            |
|  | \| \| Ruppiaceae (táhlicovité) \| \| \| \| \| \| Cymodoceaceae \| \| \| \| |
|  |                                                                            |
|  | Ruppiaceae (táhlicovité)                                                   |
|  |                                                                            |
|  | Cymodoceaceae                                                              |
|  |                                                                            |

|  | Ruppiaceae (táhlicovité) |
|  |                          |
|  | Cymodoceaceae            |
|  |                          |

|  | Zosteraceae (vochovité)       |
|  |                               |
|  | Potamogetonaceae (rdestovité) |
|  |                               |

|  | Posidoniaceae (posidoniovité)                                              |
|  |                                                                            |
|  | \| \| Ruppiaceae (táhlicovité) \| \| \| \| \| \| Cymodoceaceae \| \| \| \| |
|  |                                                                            |
|  | Ruppiaceae (táhlicovité)                                                   |
|  |                                                                            |
|  | Cymodoceaceae                                                              |
|  |                                                                            |

|  | Ruppiaceae (táhlicovité) |
|  |                          |
|  | Cymodoceaceae            |
|  |                          |

|  | Zosteraceae (vochovité)       |
|  |                               |
|  | Potamogetonaceae (rdestovité) |
|  |                               |

|  | Posidoniaceae (posidoniovité)                                              |
|  |                                                                            |
|  | \| \| Ruppiaceae (táhlicovité) \| \| \| \| \| \| Cymodoceaceae \| \| \| \| |
|  |                                                                            |
|  | Ruppiaceae (táhlicovité)                                                   |
|  |                                                                            |
|  | Cymodoceaceae                                                              |
|  |                                                                            |

|  | Ruppiaceae (táhlicovité) |
|  |                          |
|  | Cymodoceaceae            |
|  |                          |

|  | Zosteraceae (vochovité)       |
|  |                               |
|  | Potamogetonaceae (rdestovité) |
|  |                               |

|  | Posidoniaceae (posidoniovité)                                              |
|  |                                                                            |
|  | \| \| Ruppiaceae (táhlicovité) \| \| \| \| \| \| Cymodoceaceae \| \| \| \| |
|  |                                                                            |
|  | Ruppiaceae (táhlicovité)                                                   |
|  |                                                                            |
|  | Cymodoceaceae                                                              |
|  |                                                                            |

|  | Ruppiaceae (táhlicovité) |
|  |                          |
|  | Cymodoceaceae            |
|  |                          |

|  | Zosteraceae (vochovité)       |
|  |                               |
|  | Potamogetonaceae (rdestovité) |
|  |                               |

|  | Posidoniaceae (posidoniovité)                                              |
|  |                                                                            |
|  | \| \| Ruppiaceae (táhlicovité) \| \| \| \| \| \| Cymodoceaceae \| \| \| \| |
|  |                                                                            |
|  | Ruppiaceae (táhlicovité)                                                   |
|  |                                                                            |
|  | Cymodoceaceae                                                              |
|  |                                                                            |

|  | Ruppiaceae (táhlicovité) |
|  |                          |
|  | Cymodoceaceae            |
|  |                          |

|  | Zosteraceae (vochovité)       |
|  |                               |
|  | Potamogetonaceae (rdestovité) |
|  |                               |

|  | Posidoniaceae (posidoniovité)                                              |
|  |                                                                            |
|  | \| \| Ruppiaceae (táhlicovité) \| \| \| \| \| \| Cymodoceaceae \| \| \| \| |
|  |                                                                            |
|  | Ruppiaceae (táhlicovité)                                                   |
|  |                                                                            |
|  | Cymodoceaceae                                                              |
|  |                                                                            |

|  | Ruppiaceae (táhlicovité) |
|  |                          |
|  | Cymodoceaceae            |
|  |                          |

|  | Zosteraceae (vochovité)       |
|  |                               |
|  | Potamogetonaceae (rdestovité) |
|  |                               |

|  | Posidoniaceae (posidoniovité)                                              |
|  |                                                                            |
|  | \| \| Ruppiaceae (táhlicovité) \| \| \| \| \| \| Cymodoceaceae \| \| \| \| |
|  |                                                                            |
|  | Ruppiaceae (táhlicovité)                                                   |
|  |                                                                            |
|  | Cymodoceaceae                                                              |
|  |                                                                            |

|  | Ruppiaceae (táhlicovité) |
|  |                          |
|  | Cymodoceaceae            |
|  |                          |

|  | Zosteraceae (vochovité)       |
|  |                               |
|  | Potamogetonaceae (rdestovité) |
|  |                               |

|  | \| \| Hydrocharitaceae (voďankovité) \| \| \| \| \| \| Butomaceae (šmelovité) \| \| \| \| |
|  |                                                                                           |
|  | Alismataceae (žabníkovité)                                                                |
|  |                                                                                           |
|  | Hydrocharitaceae (voďankovité)                                                            |
|  |                                                                                           |
|  | Butomaceae (šmelovité)                                                                    |
|  |                                                                                           |

|  | Hydrocharitaceae (voďankovité) |
|  |                                |
|  | Butomaceae (šmelovité)         |
|  |                                |

|  | Posidoniaceae (posidoniovité)                                              |
|  |                                                                            |
|  | \| \| Ruppiaceae (táhlicovité) \| \| \| \| \| \| Cymodoceaceae \| \| \| \| |
|  |                                                                            |
|  | Ruppiaceae (táhlicovité)                                                   |
|  |                                                                            |
|  | Cymodoceaceae                                                              |
|  |                                                                            |

|  | Ruppiaceae (táhlicovité) |
|  |                          |
|  | Cymodoceaceae            |
|  |                          |

|  | Zosteraceae (vochovité)       |
|  |                               |
|  | Potamogetonaceae (rdestovité) |
|  |                               |

|  | Posidoniaceae (posidoniovité)                                              |
|  |                                                                            |
|  | \| \| Ruppiaceae (táhlicovité) \| \| \| \| \| \| Cymodoceaceae \| \| \| \| |
|  |                                                                            |
|  | Ruppiaceae (táhlicovité)                                                   |
|  |                                                                            |
|  | Cymodoceaceae                                                              |
|  |                                                                            |

|  | Ruppiaceae (táhlicovité) |
|  |                          |
|  | Cymodoceaceae            |
|  |                          |

|  | Zosteraceae (vochovité)       |
|  |                               |
|  | Potamogetonaceae (rdestovité) |
|  |                               |

|  | Posidoniaceae (posidoniovité)                                              |
|  |                                                                            |
|  | \| \| Ruppiaceae (táhlicovité) \| \| \| \| \| \| Cymodoceaceae \| \| \| \| |
|  |                                                                            |
|  | Ruppiaceae (táhlicovité)                                                   |
|  |                                                                            |
|  | Cymodoceaceae                                                              |
|  |                                                                            |

|  | Ruppiaceae (táhlicovité) |
|  |                          |
|  | Cymodoceaceae            |
|  |                          |

|  | Zosteraceae (vochovité)       |
|  |                               |
|  | Potamogetonaceae (rdestovité) |
|  |                               |

|  | Posidoniaceae (posidoniovité)                                              |
|  |                                                                            |
|  | \| \| Ruppiaceae (táhlicovité) \| \| \| \| \| \| Cymodoceaceae \| \| \| \| |
|  |                                                                            |
|  | Ruppiaceae (táhlicovité)                                                   |
|  |                                                                            |
|  | Cymodoceaceae                                                              |
|  |                                                                            |

|  | Ruppiaceae (táhlicovité) |
|  |                          |
|  | Cymodoceaceae            |
|  |                          |

|  | Zosteraceae (vochovité)       |
|  |                               |
|  | Potamogetonaceae (rdestovité) |
|  |                               |

|  | Posidoniaceae (posidoniovité)                                              |
|  |                                                                            |
|  | \| \| Ruppiaceae (táhlicovité) \| \| \| \| \| \| Cymodoceaceae \| \| \| \| |
|  |                                                                            |
|  | Ruppiaceae (táhlicovité)                                                   |
|  |                                                                            |
|  | Cymodoceaceae                                                              |
|  |                                                                            |

|  | Ruppiaceae (táhlicovité) |
|  |                          |
|  | Cymodoceaceae            |
|  |                          |

|  | Zosteraceae (vochovité)       |
|  |                               |
|  | Potamogetonaceae (rdestovité) |
|  |                               |

|  | Posidoniaceae (posidoniovité)                                              |
|  |                                                                            |
|  | \| \| Ruppiaceae (táhlicovité) \| \| \| \| \| \| Cymodoceaceae \| \| \| \| |
|  |                                                                            |
|  | Ruppiaceae (táhlicovité)                                                   |
|  |                                                                            |
|  | Cymodoceaceae                                                              |
|  |                                                                            |

|  | Ruppiaceae (táhlicovité) |
|  |                          |
|  | Cymodoceaceae            |
|  |                          |

|  | Zosteraceae (vochovité)       |
|  |                               |
|  | Potamogetonaceae (rdestovité) |
|  |                               |

|  | Posidoniaceae (posidoniovité)                                              |
|  |                                                                            |
|  | \| \| Ruppiaceae (táhlicovité) \| \| \| \| \| \| Cymodoceaceae \| \| \| \| |
|  |                                                                            |
|  | Ruppiaceae (táhlicovité)                                                   |
|  |                                                                            |
|  | Cymodoceaceae                                                              |
|  |                                                                            |

|  | Ruppiaceae (táhlicovité) |
|  |                          |
|  | Cymodoceaceae            |
|  |                          |

|  | Zosteraceae (vochovité)       |
|  |                               |
|  | Potamogetonaceae (rdestovité) |
|  |                               |

|  | Posidoniaceae (posidoniovité)                                              |
|  |                                                                            |
|  | \| \| Ruppiaceae (táhlicovité) \| \| \| \| \| \| Cymodoceaceae \| \| \| \| |
|  |                                                                            |
|  | Ruppiaceae (táhlicovité)                                                   |
|  |                                                                            |
|  | Cymodoceaceae                                                              |
|  |                                                                            |

|  | Ruppiaceae (táhlicovité) |
|  |                          |
|  | Cymodoceaceae            |
|  |                          |

|  | Zosteraceae (vochovité)       |
|  |                               |
|  | Potamogetonaceae (rdestovité) |
|  |                               |

|  | Posidoniaceae (posidoniovité)                                              |
|  |                                                                            |
|  | \| \| Ruppiaceae (táhlicovité) \| \| \| \| \| \| Cymodoceaceae \| \| \| \| |
|  |                                                                            |
|  | Ruppiaceae (táhlicovité)                                                   |
|  |                                                                            |
|  | Cymodoceaceae                                                              |
|  |                                                                            |

|  | Ruppiaceae (táhlicovité) |
|  |                          |
|  | Cymodoceaceae            |
|  |                          |

|  | Zosteraceae (vochovité)       |
|  |                               |
|  | Potamogetonaceae (rdestovité) |
|  |                               |

|  | Posidoniaceae (posidoniovité)                                              |
|  |                                                                            |
|  | \| \| Ruppiaceae (táhlicovité) \| \| \| \| \| \| Cymodoceaceae \| \| \| \| |
|  |                                                                            |
|  | Ruppiaceae (táhlicovité)                                                   |
|  |                                                                            |
|  | Cymodoceaceae                                                              |
|  |                                                                            |

|  | Ruppiaceae (táhlicovité) |
|  |                          |
|  | Cymodoceaceae            |
|  |                          |

|  | Zosteraceae (vochovité)       |
|  |                               |
|  | Potamogetonaceae (rdestovité) |
|  |                               |

|  | Posidoniaceae (posidoniovité)                                              |
|  |                                                                            |
|  | \| \| Ruppiaceae (táhlicovité) \| \| \| \| \| \| Cymodoceaceae \| \| \| \| |
|  |                                                                            |
|  | Ruppiaceae (táhlicovité)                                                   |
|  |                                                                            |
|  | Cymodoceaceae                                                              |
|  |                                                                            |

|  | Ruppiaceae (táhlicovité) |
|  |                          |
|  | Cymodoceaceae            |
|  |                          |

|  | Zosteraceae (vochovité)       |
|  |                               |
|  | Potamogetonaceae (rdestovité) |
|  |                               |

|  | Posidoniaceae (posidoniovité)                                              |
|  |                                                                            |
|  | \| \| Ruppiaceae (táhlicovité) \| \| \| \| \| \| Cymodoceaceae \| \| \| \| |
|  |                                                                            |
|  | Ruppiaceae (táhlicovité)                                                   |
|  |                                                                            |
|  | Cymodoceaceae                                                              |
|  |                                                                            |

|  | Ruppiaceae (táhlicovité) |
|  |                          |
|  | Cymodoceaceae            |
|  |                          |

|  | Zosteraceae (vochovité)       |
|  |                               |
|  | Potamogetonaceae (rdestovité) |
|  |                               |

|  | Posidoniaceae (posidoniovité)                                              |
|  |                                                                            |
|  | \| \| Ruppiaceae (táhlicovité) \| \| \| \| \| \| Cymodoceaceae \| \| \| \| |
|  |                                                                            |
|  | Ruppiaceae (táhlicovité)                                                   |
|  |                                                                            |
|  | Cymodoceaceae                                                              |
|  |                                                                            |

|  | Ruppiaceae (táhlicovité) |
|  |                          |
|  | Cymodoceaceae            |
|  |                          |

|  | Zosteraceae (vochovité)       |
|  |                               |
|  | Potamogetonaceae (rdestovité) |
|  |                               |

|  | Posidoniaceae (posidoniovité)                                              |
|  |                                                                            |
|  | \| \| Ruppiaceae (táhlicovité) \| \| \| \| \| \| Cymodoceaceae \| \| \| \| |
|  |                                                                            |
|  | Ruppiaceae (táhlicovité)                                                   |
|  |                                                                            |
|  | Cymodoceaceae                                                              |
|  |                                                                            |

|  | Ruppiaceae (táhlicovité) |
|  |                          |
|  | Cymodoceaceae            |
|  |                          |

|  | Zosteraceae (vochovité)       |
|  |                               |
|  | Potamogetonaceae (rdestovité) |
|  |                               |

|  | Posidoniaceae (posidoniovité)                                              |
|  |                                                                            |
|  | \| \| Ruppiaceae (táhlicovité) \| \| \| \| \| \| Cymodoceaceae \| \| \| \| |
|  |                                                                            |
|  | Ruppiaceae (táhlicovité)                                                   |
|  |                                                                            |
|  | Cymodoceaceae                                                              |
|  |                                                                            |

|  | Ruppiaceae (táhlicovité) |
|  |                          |
|  | Cymodoceaceae            |
|  |                          |

|  | Zosteraceae (vochovité)       |
|  |                               |
|  | Potamogetonaceae (rdestovité) |
|  |                               |

|  | Posidoniaceae (posidoniovité)                                              |
|  |                                                                            |
|  | \| \| Ruppiaceae (táhlicovité) \| \| \| \| \| \| Cymodoceaceae \| \| \| \| |
|  |                                                                            |
|  | Ruppiaceae (táhlicovité)                                                   |
|  |                                                                            |
|  | Cymodoceaceae                                                              |
|  |                                                                            |

|  | Ruppiaceae (táhlicovité) |
|  |                          |
|  | Cymodoceaceae            |
|  |                          |

|  | Zosteraceae (vochovité)       |
|  |                               |
|  | Potamogetonaceae (rdestovité) |
|  |                               |

|  | Posidoniaceae (posidoniovité)                                              |
|  |                                                                            |
|  | \| \| Ruppiaceae (táhlicovité) \| \| \| \| \| \| Cymodoceaceae \| \| \| \| |
|  |                                                                            |
|  | Ruppiaceae (táhlicovité)                                                   |
|  |                                                                            |
|  | Cymodoceaceae                                                              |
|  |                                                                            |

|  | Ruppiaceae (táhlicovité) |
|  |                          |
|  | Cymodoceaceae            |
|  |                          |

|  | Zosteraceae (vochovité)       |
|  |                               |
|  | Potamogetonaceae (rdestovité) |
|  |                               |

|  | Posidoniaceae (posidoniovité)                                              |
|  |                                                                            |
|  | \| \| Ruppiaceae (táhlicovité) \| \| \| \| \| \| Cymodoceaceae \| \| \| \| |
|  |                                                                            |
|  | Ruppiaceae (táhlicovité)                                                   |
|  |                                                                            |
|  | Cymodoceaceae                                                              |
|  |                                                                            |

|  | Ruppiaceae (táhlicovité) |
|  |                          |
|  | Cymodoceaceae            |
|  |                          |

|  | Zosteraceae (vochovité)       |
|  |                               |
|  | Potamogetonaceae (rdestovité) |
|  |                               |

|  | Posidoniaceae (posidoniovité)                                              |
|  |                                                                            |
|  | \| \| Ruppiaceae (táhlicovité) \| \| \| \| \| \| Cymodoceaceae \| \| \| \| |
|  |                                                                            |
|  | Ruppiaceae (táhlicovité)                                                   |
|  |                                                                            |
|  | Cymodoceaceae                                                              |
|  |                                                                            |

|  | Ruppiaceae (táhlicovité) |
|  |                          |
|  | Cymodoceaceae            |
|  |                          |

|  | Zosteraceae (vochovité)       |
|  |                               |
|  | Potamogetonaceae (rdestovité) |
|  |                               |

|  | Posidoniaceae (posidoniovité)                                              |
|  |                                                                            |
|  | \| \| Ruppiaceae (táhlicovité) \| \| \| \| \| \| Cymodoceaceae \| \| \| \| |
|  |                                                                            |
|  | Ruppiaceae (táhlicovité)                                                   |
|  |                                                                            |
|  | Cymodoceaceae                                                              |
|  |                                                                            |

|  | Ruppiaceae (táhlicovité) |
|  |                          |
|  | Cymodoceaceae            |
|  |                          |

|  | Zosteraceae (vochovité)       |
|  |                               |
|  | Potamogetonaceae (rdestovité) |
|  |                               |

|  | Posidoniaceae (posidoniovité)                                              |
|  |                                                                            |
|  | \| \| Ruppiaceae (táhlicovité) \| \| \| \| \| \| Cymodoceaceae \| \| \| \| |
|  |                                                                            |
|  | Ruppiaceae (táhlicovité)                                                   |
|  |                                                                            |
|  | Cymodoceaceae                                                              |
|  |                                                                            |

|  | Ruppiaceae (táhlicovité) |
|  |                          |
|  | Cymodoceaceae            |
|  |                          |

|  | Zosteraceae (vochovité)       |
|  |                               |
|  | Potamogetonaceae (rdestovité) |
|  |                               |

|  | Posidoniaceae (posidoniovité)                                              |
|  |                                                                            |
|  | \| \| Ruppiaceae (táhlicovité) \| \| \| \| \| \| Cymodoceaceae \| \| \| \| |
|  |                                                                            |
|  | Ruppiaceae (táhlicovité)                                                   |
|  |                                                                            |
|  | Cymodoceaceae                                                              |
|  |                                                                            |

|  | Ruppiaceae (táhlicovité) |
|  |                          |
|  | Cymodoceaceae            |
|  |                          |

|  | Zosteraceae (vochovité)       |
|  |                               |
|  | Potamogetonaceae (rdestovité) |
|  |                               |

|  | Posidoniaceae (posidoniovité)                                              |
|  |                                                                            |
|  | \| \| Ruppiaceae (táhlicovité) \| \| \| \| \| \| Cymodoceaceae \| \| \| \| |
|  |                                                                            |
|  | Ruppiaceae (táhlicovité)                                                   |
|  |                                                                            |
|  | Cymodoceaceae                                                              |
|  |                                                                            |

|  | Ruppiaceae (táhlicovité) |
|  |                          |
|  | Cymodoceaceae            |
|  |                          |

|  | Zosteraceae (vochovité)       |
|  |                               |
|  | Potamogetonaceae (rdestovité) |
|  |                               |

|  | Posidoniaceae (posidoniovité)                                              |
|  |                                                                            |
|  | \| \| Ruppiaceae (táhlicovité) \| \| \| \| \| \| Cymodoceaceae \| \| \| \| |
|  |                                                                            |
|  | Ruppiaceae (táhlicovité)                                                   |
|  |                                                                            |
|  | Cymodoceaceae                                                              |
|  |                                                                            |

|  | Ruppiaceae (táhlicovité) |
|  |                          |
|  | Cymodoceaceae            |
|  |                          |

|  | Zosteraceae (vochovité)       |
|  |                               |
|  | Potamogetonaceae (rdestovité) |
|  |                               |

|  | Posidoniaceae (posidoniovité)                                              |
|  |                                                                            |
|  | \| \| Ruppiaceae (táhlicovité) \| \| \| \| \| \| Cymodoceaceae \| \| \| \| |
|  |                                                                            |
|  | Ruppiaceae (táhlicovité)                                                   |
|  |                                                                            |
|  | Cymodoceaceae                                                              |
|  |                                                                            |

|  | Ruppiaceae (táhlicovité) |
|  |                          |
|  | Cymodoceaceae            |
|  |                          |

|  | Zosteraceae (vochovité)       |
|  |                               |
|  | Potamogetonaceae (rdestovité) |
|  |                               |

|  | Posidoniaceae (posidoniovité)                                              |
|  |                                                                            |
|  | \| \| Ruppiaceae (táhlicovité) \| \| \| \| \| \| Cymodoceaceae \| \| \| \| |
|  |                                                                            |
|  | Ruppiaceae (táhlicovité)                                                   |
|  |                                                                            |
|  | Cymodoceaceae                                                              |
|  |                                                                            |

|  | Ruppiaceae (táhlicovité) |
|  |                          |
|  | Cymodoceaceae            |
|  |                          |

|  | Zosteraceae (vochovité)       |
|  |                               |
|  | Potamogetonaceae (rdestovité) |
|  |                               |

|  | Posidoniaceae (posidoniovité)                                              |
|  |                                                                            |
|  | \| \| Ruppiaceae (táhlicovité) \| \| \| \| \| \| Cymodoceaceae \| \| \| \| |
|  |                                                                            |
|  | Ruppiaceae (táhlicovité)                                                   |
|  |                                                                            |
|  | Cymodoceaceae                                                              |
|  |                                                                            |

|  | Ruppiaceae (táhlicovité) |
|  |                          |
|  | Cymodoceaceae            |
|  |                          |

|  | Zosteraceae (vochovité)       |
|  |                               |
|  | Potamogetonaceae (rdestovité) |
|  |                               |

|  | Posidoniaceae (posidoniovité)                                              |
|  |                                                                            |
|  | \| \| Ruppiaceae (táhlicovité) \| \| \| \| \| \| Cymodoceaceae \| \| \| \| |
|  |                                                                            |
|  | Ruppiaceae (táhlicovité)                                                   |
|  |                                                                            |
|  | Cymodoceaceae                                                              |
|  |                                                                            |

|  | Ruppiaceae (táhlicovité) |
|  |                          |
|  | Cymodoceaceae            |
|  |                          |

|  | Zosteraceae (vochovité)       |
|  |                               |
|  | Potamogetonaceae (rdestovité) |
|  |                               |

|  | Posidoniaceae (posidoniovité)                                              |
|  |                                                                            |
|  | \| \| Ruppiaceae (táhlicovité) \| \| \| \| \| \| Cymodoceaceae \| \| \| \| |
|  |                                                                            |
|  | Ruppiaceae (táhlicovité)                                                   |
|  |                                                                            |
|  | Cymodoceaceae                                                              |
|  |                                                                            |

|  | Ruppiaceae (táhlicovité) |
|  |                          |
|  | Cymodoceaceae            |
|  |                          |

|  | Zosteraceae (vochovité)       |
|  |                               |
|  | Potamogetonaceae (rdestovité) |
|  |                               |

|  | Posidoniaceae (posidoniovité)                                              |
|  |                                                                            |
|  | \| \| Ruppiaceae (táhlicovité) \| \| \| \| \| \| Cymodoceaceae \| \| \| \| |
|  |                                                                            |
|  | Ruppiaceae (táhlicovité)                                                   |
|  |                                                                            |
|  | Cymodoceaceae                                                              |
|  |                                                                            |

|  | Ruppiaceae (táhlicovité) |
|  |                          |
|  | Cymodoceaceae            |
|  |                          |

|  | Zosteraceae (vochovité)       |
|  |                               |
|  | Potamogetonaceae (rdestovité) |
|  |                               |

|  | Posidoniaceae (posidoniovité)                                              |
|  |                                                                            |
|  | \| \| Ruppiaceae (táhlicovité) \| \| \| \| \| \| Cymodoceaceae \| \| \| \| |
|  |                                                                            |
|  | Ruppiaceae (táhlicovité)                                                   |
|  |                                                                            |
|  | Cymodoceaceae                                                              |
|  |                                                                            |

|  | Ruppiaceae (táhlicovité) |
|  |                          |
|  | Cymodoceaceae            |
|  |                          |

|  | Zosteraceae (vochovité)       |
|  |                               |
|  | Potamogetonaceae (rdestovité) |
|  |                               |

|  | Posidoniaceae (posidoniovité)                                              |
|  |                                                                            |
|  | \| \| Ruppiaceae (táhlicovité) \| \| \| \| \| \| Cymodoceaceae \| \| \| \| |
|  |                                                                            |
|  | Ruppiaceae (táhlicovité)                                                   |
|  |                                                                            |
|  | Cymodoceaceae                                                              |
|  |                                                                            |

|  | Ruppiaceae (táhlicovité) |
|  |                          |
|  | Cymodoceaceae            |
|  |                          |

|  | Zosteraceae (vochovité)       |
|  |                               |
|  | Potamogetonaceae (rdestovité) |
|  |                               |

### Vývoj pojetí řádu
V klasických taxonomických systémech založených na morfologii byl řád Alismatales řazen do podtřídy Alismatidae (Tachtadžjanův a Cronquistův systém), resp. v Dahlgrenově systému do nadřádu Alismatanae. Tyto vyšší jednotky nad úrovní řádu jsou v hrubých rysech souznačné s dnešním vymezením daného řádu, zatímco čeledi řádu Alismatales, tak jak je dnes chápán, byly v daných systémech rozčleněny do většího počtu úžeji vymezených řádů (v Tachtadžjanově systému je jich celkem 10). Výjimkou jsou čeledi Acoraceae a Araceae, které nebyly v těchto systémech považovány za skupinu příbuznou s Alismatidae a byly řazeny do jiných tříd (Arecidae v případě Cronquistova, Aridae v případě Tachtadžjanova systému), resp. nadřádů. Druhy čeledi Tofieldiaceae byl v minulosti řazeny do čeledi Melanthiaceae.
V průběhu aktualizací systému APG se pojetí řádu měnilo jen málo. V systému APG III byla do Alismataceae vřazena původně samostatná čeleď Limnocharitaceae, v systému APG IV byla z čeledi Juncaginaceae vyjmuta monotypická čeleď Maundiaceae.

## Prehistorie

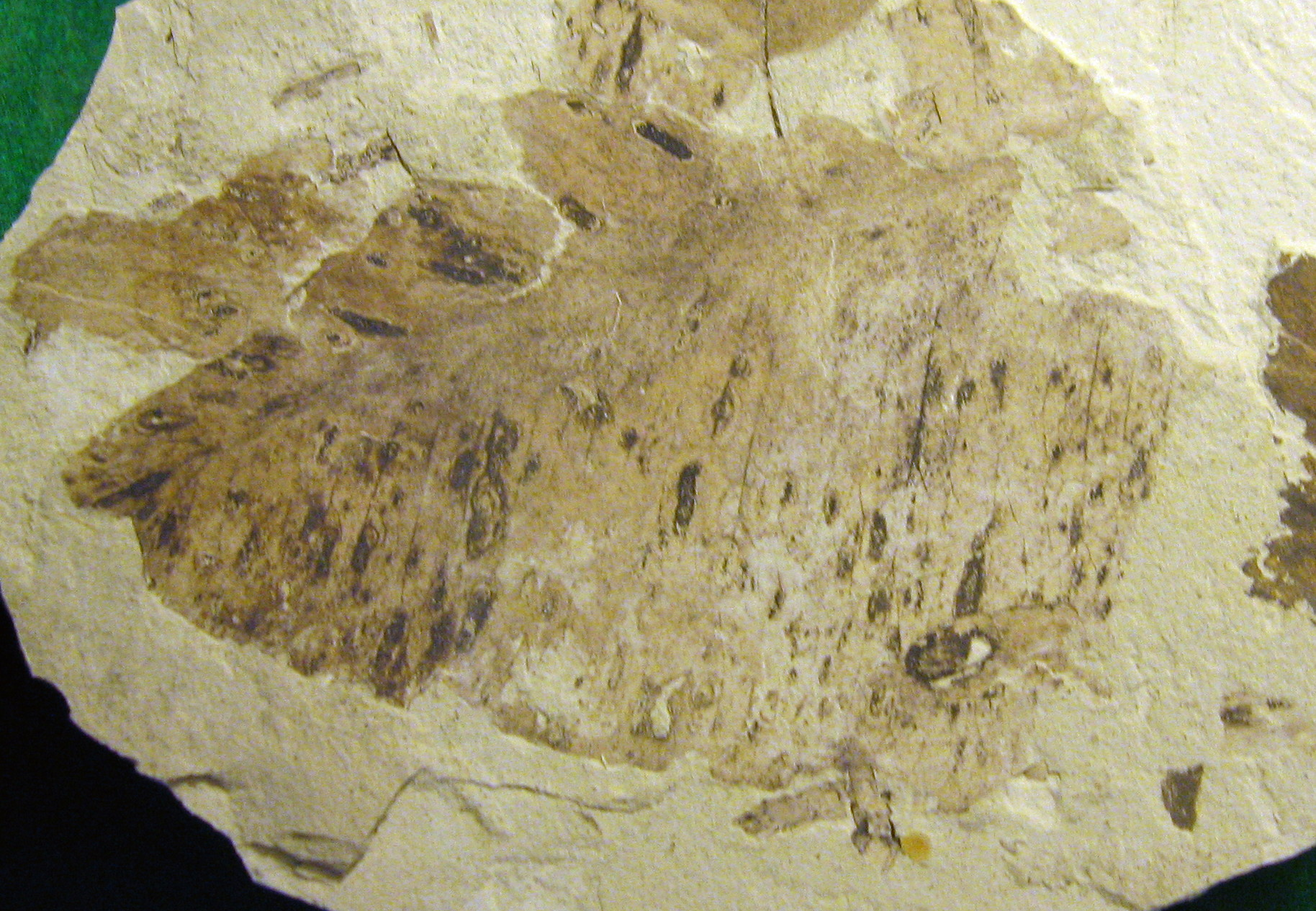
Fosílie †Orontium wolfei z období přelomu křídy a paleogénu

Korunová skupina řádu Alismatales je datována do období před asi 110 až 130 milióny let, tedy do období spodní křídy.
Nezpochybnitelné fosílie, náležející mezi předky čeledi Araceae, pocházejí z období svrchní křídy. Většinou se jedná o pozůstatky listů, kdežto reprodukční orgány dochované z tohoto období jsou vzácné. Jedním z nich je aroidní plodenství, popsané v roce 2005 z Kanady jako †Albertarum pueri. Z období paleogénu jsou již fosilní záznamy četnější a zahrnují listy, pylová zrna, plody i semena.
Z období pozdní křídy až raného miocénu jsou známy fosílie rodu †Limnobiophyllum. Byla to oddenkatá plovoucí vodní rostlina, stojící stavbou na pomezí mezi podčeleděmi Aroideae a Lemnoideae. Druh †Limnobiophyllum expansum byl popsán z Mostecké pánve blízko Bíliny. Z jezerních uloženin svrchně křídového stáří v Kanadě byla popsána plovoucí vodní árónovitá rostlina †Cobbania corrugata. Později byla nalezena také v Amurské oblasti v Rusku.
Z období konce křídy a začátku paleogénu jsou známi i další zástupci árónovitých, z nichž někteří jsou přiřazováni k žijícím rodům. Jmenovitě se jedná o †Orontium wolfei, †Orontium mackii a †Symplocarpus hoffmaniae ze Severní Ameriky a †Lysichiton austriacus z Rakouska.
Z uloženin svrchně křídového stáří v kanadské Albertě je známa žabníkovitá rostlina †Cardstonia tolmanii, považovaná za příbuznou s rodem Limnocharis.

## Přehled čeledí
- árónovité (Araceae)
- bařičkovité (Juncaginaceae)
- blatnicovité (Scheuchzeriaceae)
- kohátkovité (Tofieldiaceae)
- kalatkovité (Aponogetonaceae)
- posidoniovité (Posidoniaceae)
- rdestovité (Potamogetonaceae)
- šmelovité (Butomaceae)
- táhlicovité (Ruppiaceae)
- voďankovité (Hydrocharitaceae)
- vochovité (Zosteraceae)
- žabníkovité (Alismataceae)
- Cymodoceaceae
- Maundiaceae[7]